# Liste der Biografien/Fie
Liste der Biografien |
Portal Biografien |
Personensuche
# |
A |
B |
C |
D |
E |
F |
G |
H |
I |
J |
K |
L |
M |
N |
O |
P |
Q |
R |
S |
T |
U |
V |
W |
X |
Y |
Z |
?
 
Fa |
Fe |
Ff |
Fh |
Fi |
Fj |
Fk |
Fl |
Fm |
Fn |
Fo |
Fr |
Ft |
Fu |
Fy
 
Fia |
Fib |
Fic |
Fid |
Fie |
Fif |
Fig |
Fih |
Fii |
Fij |
Fik |
Fil |
Fim |
Fin |
Fio |
Fip |
Fiq |
Fir |
Fis |
Fit |
Fiu |
Fiv |
Fix |
Fiz
Die Liste der Biografien führt alle Personen auf, die in der deutschsprachigen Wikipedia einen Artikel haben. Dieses ist eine Teilliste mit 601 Einträgen von Personen, deren Namen mit den Buchstaben „Fie“ beginnt.

## Fie

### Fiea
- Fieandt, Berndt Rainer von (1890–1972), finnischer Politiker

### Fieb
- Fiebach, Helmut (1933–2016), deutscher Fußballspieler
- Fiebach, Joachim (1934–2023), deutscher Theaterwissenschaftler
- Fiebach, Otto (1851–1937), deutscher Komponist und Musikdirektor
- Fiebag, Johannes (1956–1999), deutscher SchriftstellerJohannes Fiebag (1956–1999)

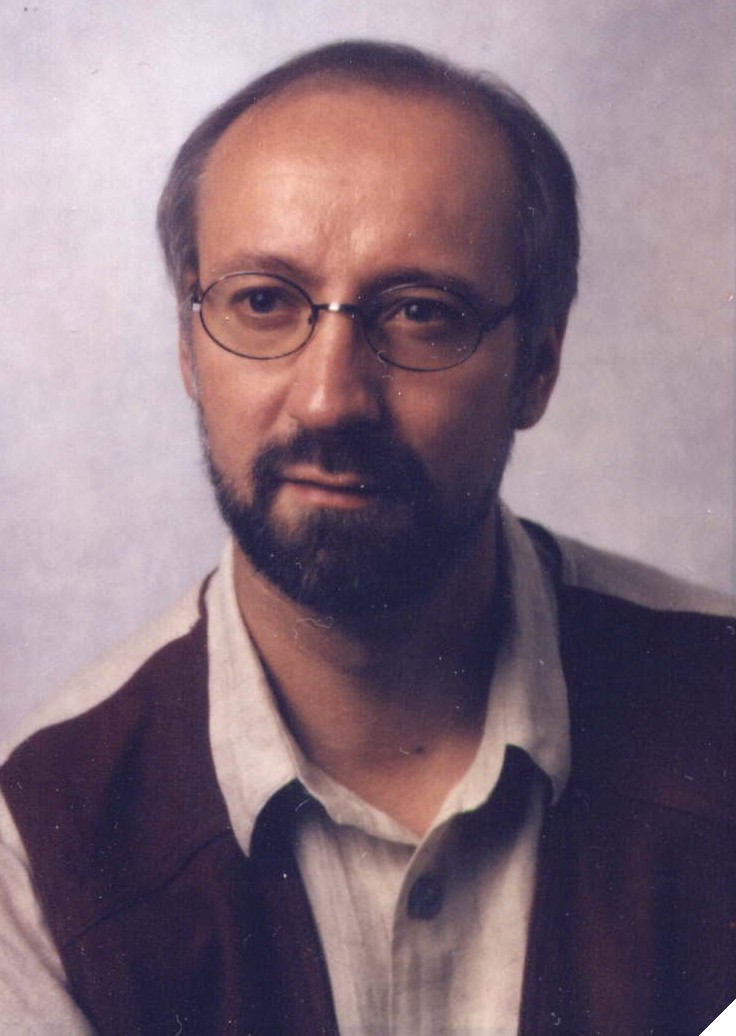
Johannes Fiebag (1956–1999)

- Fiebag, Leonar, deutscher Theaterschauspieler
- Fiebag, Peter (* 1958), deutscher Schriftsteller
- Fiebeler, Carsten (* 1965), deutscher Regisseur
- Fiebelkorn, Jochen (1926–2007), deutscher Autor und Sportjournalist in der Deutschen Demokratischen Republik (DDR)
- Fieber, Franz Xaver (1807–1872), deutschstämmiger Entomologe
- Fieber, Gerhard (1916–2013), deutscher Trickfilm-Pionier, Filmregisseur und -produzent
- Fieber, Pavel (1941–2020), deutscher Schauspieler, Sänger, Theaterregisseur und Theaterintendant
- Fieberg, Gerhard (* 1946), deutscher Jurist, Präsident des Bundesamtes für Justiz
- Fieberg, Klaus (* 1952), deutscher Geschichtsdidaktiker
- Fiebich, Fritz Kurt (1921–2020), deutscher Politiker (SPD), MdL
- Fiebich, Leonie (* 2000), deutsche BasketballspielerinLeonie Fiebich (* 2000)

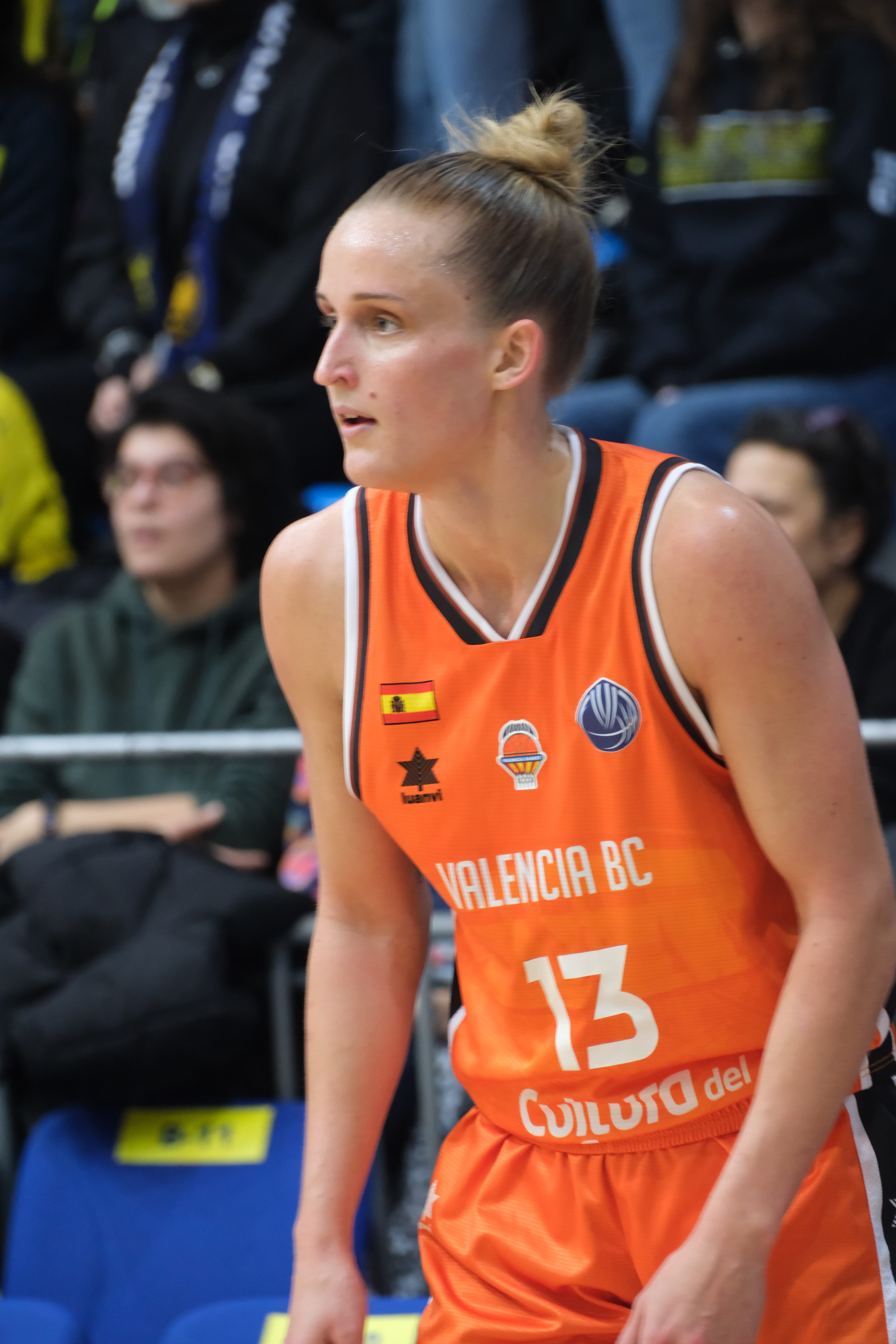
Leonie Fiebich (* 2000)

- Fiebich, Martin (* 1963), deutscher Medizintechniker und Hochschullehrer
- Fiebich, Rudolf (1932–2016), deutscher Hochschullehrer
- Fiebig, Anett (* 1961), deutsche Schwimmerin
- Fiebig, Anna (1889–1964), deutsche Politikerin (CDU), MdL
- Fiebig, Bastian (* 1964), deutscher Saxophonist, Komponist und Musiker
- Fiebig, Eberhard (* 1930), deutscher Bildhauer
- Fiebig, Eva (1900–1984), deutsche Schauspielerin, Hörspielsprecherin und Synchronsprecherin
- Fiebig, Fred (* 1961), deutscher Badmintonspieler
- Fiebig, Frédéric (1885–1953), lettisch-französischer Maler
- Fiebig, Frederick, deutscher Fotograf
- Fiebig, Gerald (* 1973), deutscher Schriftsteller und Musiker
- Fiebig, Günter (1920–1984), deutscher Marineoffizier
- Fiebig, Hans-Dietrich (* 1938), deutscher Sportfunktionär
- Fiebig, Heinz (1897–1964), deutscher Generalmajor im Zweiten Weltkrieg
- Fiebig, Heinz (1909–1982), deutscher Filmaufnahmeleiter und Produktionsleiter
- Fiebig, Helmut (1956–2011), deutscher Journalist und Filmkritiker
- Fiebig, Johann Friedrich Wilhelm von (1755–1822), königlich preußischer Generalmajor der Artillerie und zuletzt Kommandant vom Platz in Kolberg
- Fiebig, Kurt (1908–1988), deutscher Kirchenmusiker
- Fiebig, Leonie (* 1990), deutsche Bobsportlerin
- Fiebig, Lutz (* 1961), deutscher Kunstverleger, Galerist und Publizist
- Fiebig, Manfred (* 1965), deutscher Physiker
- Fiebig, Martin (1891–1947), deutscher Offizier, zuletzt General der Flieger im Zweiten WeltkriegMartin Fiebig (1891–1947)

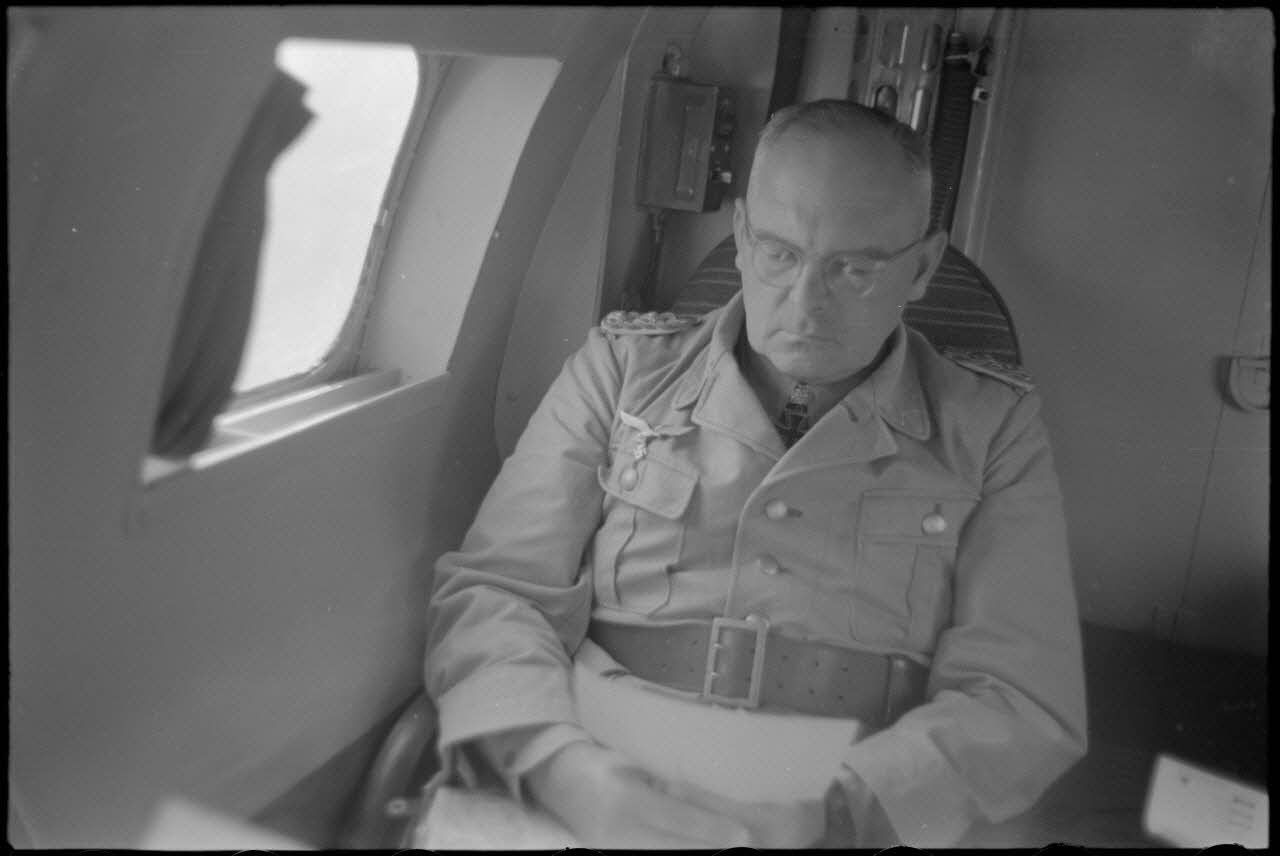
Martin Fiebig (1891–1947)

- Fiebig, Paul (1876–1949), deutscher evangelischer Theologe
- Fiebig, Udo (1935–2022), deutscher Theologe und Politiker (SPD), MdB
- Fiebig, Ulla (* 1974), deutsche Juristin und Journalistin
- Fiebiger, Albert (* 1869), deutscher Maler und Zeichner
- Fiebiger, Christel (* 1946), deutsche Politikerin (SED, PDS, Die Linke), MdL, MdEP
- Fiebiger, Franz (1880–1932), österreichischer Maler, Grafiker und Designer
- Fiebiger, Frieda (1912–1945), Opfer der NS-Euthanasie
- Fiebiger, Georg (1901–1962), deutscher Produktionsleiter, Filmproduzent und Komponist von Filmmusik
- Fiebiger, Josef (1870–1956), österreichischer Tierarzt
- Fiebiger, Julius (1813–1883), deutscher Landschaftsmaler und Aquarellist
- Fiebiger, Nikolaus (1922–2014), deutscher Physiker und Hochschulpräsident
- Fiebiger, Othmar (1886–1972), deutscher Lehrer; Dichter des Riesengebirgslieds
- Fiebiger, Otto (1869–1946), deutscher Althistoriker, Epigraphiker und Bibliothekar
- Fiebiger, Verena (* 1983), deutsche Journalistin und Rundfunkmoderatorin
- Fiebing, Hermann (1901–1960), deutscher Verwaltungsjurist, SA-Brigadeführer, Landrat und Regierungspräsident
- Fiebinger, Karl (1913–2014), österreichischer Ingenieur
- Fiebrandt, Hans (1905–2001), deutscher Schauspieler
- Fiebrantz, Otto (1880–1965), deutscher Verwaltungsjurist, Landrat in Landeshut
- Fiebrich, Franz Paul (1879–1935), österreichischer Komponist von Wienerliedern, Volkssänger, Chorleiter und Dichter
- Fiebrig, Karl (1869–1951), deutsch-paraguayischer Botaniker
- Fiebus, Balthasar der Ältere († 1665), deutscher Politiker und Bürgermeister der Reichsstadt Aachen
- Fiebus, Balthasar der Jüngere (* 1646), deutscher Politiker und Bürgermeister der Reichsstadt Aachen
- Fiebus, Nikolaus (1622–1672), deutscher Politiker und Bürgermeister der Reichsstadt Aachen

### Fiec
- Fiechter, Armin (1924–2010), Schweizer Mikrobiologe und Hochschullehrer
- Fiechter, Arnold (1879–1943), Schweizer Maler und Lehrer an der Gewerbeschule in Basel
- Fiechter, Ernst Robert (1875–1948), Schweizer Bauforscher
- Fiechter, Jean-Jacques (1927–2022), Schweizer Historiker und Schriftsteller
- Fiechter, Nils (* 1996), Schweizer Politiker
- Fiechter, Oliver (* 1972), Schweizer Wirtschaftsphilosoph
- Fiechter, Sebastian (* 1954), deutscher Mineraloge und Kristallograph
- Fiechtl, Hans (1884–1925), österreichischer Alpinist und Bergführer
- Fiechtner, Eduard (1843–1922), Schultheiß und Ehrenbürger
- Fiechtner, Heinrich (* 1960), deutscher Mediziner und Politiker (AfD), MdLHeinrich Fiechtner (* 1960)

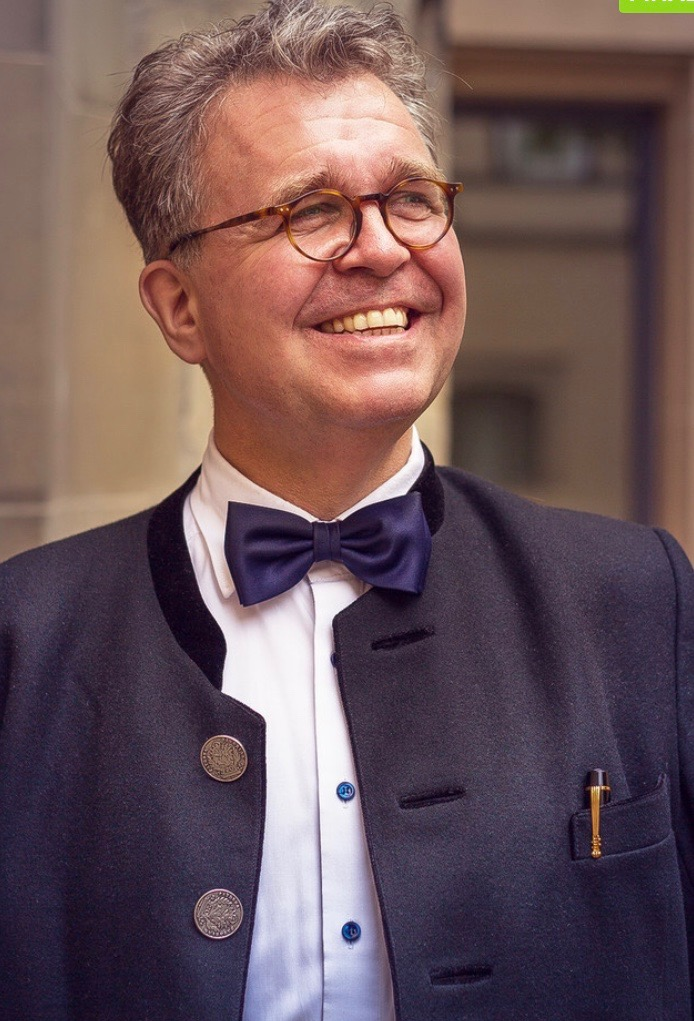
Heinrich Fiechtner (* 1960)

- Fiechtner, Johann, deutscher Bildhauer
- Fiechtner, Urs M. (* 1955), deutscher Schriftsteller und Menschenrechtsaktivist

### Fied
- Fiedel, Brad (* 1951), US-amerikanischer Filmkomponist
- Fiedel, Manuela (* 1973), deutsche Handballspielerin
- Fiedeler, Carl Georg (1811–1893), deutscher Ziegelei- und Mühlenbesitzer
- Fiedeler, Frank (1939–2004), deutscher Sinologe und Autor
- Fiedeler, Hermann (1844–1911), deutscher Landwirt und Bürgervorsteher
- Fiedemann, Alexander (1878–1940), russisch-deutscher Konzertvirtuose und Musikpädagoge
- Fiederer, Artur (1881–1946), deutscher Verwaltungsjurist
- Fiederer, Hans (1920–1980), deutscher Fußballspieler und Redakteur
- Fiederer, Leo (1897–1946), deutscher Fußballspieler
- Fiederling, Otto (1892–1972), deutscher Architekt und Hochschullehrer
- Fiedermutz-Laun, Annemarie (* 1939), deutsche Ethnologin
- Fiedler, Achim (* 1965), deutscher Dirigent
- Fiedler, Adam (* 1965), deutsch-polnischer Basketballspieler
- Fiedler, Adolf Gottlieb (1771–1850), deutscher Unternehmer in Sachsen und Polen
- Fiedler, Adrian (* 1998), deutscher American-Football-Spieler
- Fiedler, Alfred (1835–1921), deutscher Mediziner (Pathologe, Internist) und Leiter des Stadtkrankenhauses Dresden
- Fiedler, Alfred (1903–1983), deutscher Volkskundler
- Fiedler, Alfred von (1834–1906), preußischer Generalmajor
- Fiedler, Aline (* 1976), deutsche Politikerin (CDU), MdL
- Fiedler, Andrea (* 1967), deutsche Tierärztin und Fachbuchautorin
- Fiedler, Angela (1952–2007), deutsche Ökonomin, Professorin für Ökonomie
- Fiedler, Annerose (* 1951), deutsche Leichtathletin und Olympiateilnehmerin
- Fiedler, Anouschka (* 1968), deutsche Fallschirmspringerin
- Fiedler, Arkady (1894–1985), polnischer Biologe, Journalist und SchriftstellerArkady Fiedler (1894–1985)

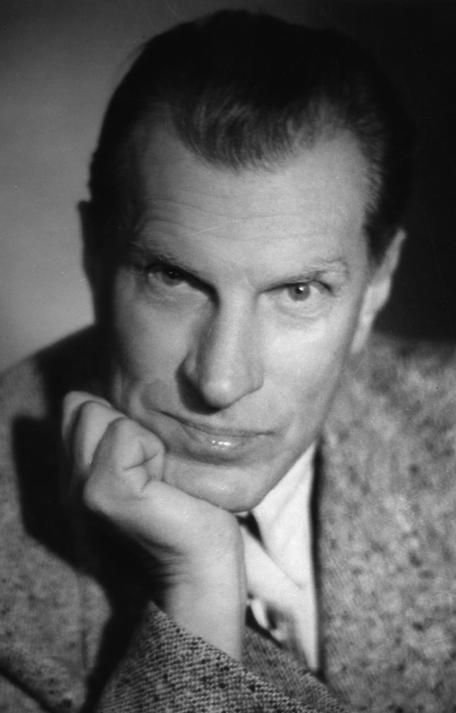
Arkady Fiedler (1894–1985)

- Fiedler, Arnold (1900–1985), deutscher Maler und Grafiker
- Fiedler, Arthur (1894–1979), US-amerikanischer Dirigent und Violinist
- Fiedler, August Max (1859–1939), deutscher Dirigent, Komponist und Pianist
- Fiedler, Bea (* 1957), deutsche Schauspielerin und ehemaliges Fotomodell
- Fiedler, Benny, deutscher Popsänger
- Fiedler, Bernd (* 1941), deutscher Kameramann, Drehbuchautor, Filmregisseur und Schauspieler
- Fiedler, Bernd (* 1955), deutscher Steuerberater, Sportfunktionär und Träger des Bundesverdienstkreuzes
- Fiedler, Bernhard (1816–1904), deutsch-österreichischer Maler
- Fiedler, Bernold (* 1956), deutscher Mathematiker
- Fiedler, Bobbi (1937–2019), US-amerikanische Politikerin
- Fiedler, Carl (1836–1887), deutscher Seiden-Kaufmann und Unternehmer, Theatergründer und -leiter, Schriftsteller und Dramaturg
- Fiedler, Carl (1864–1955), deutscher Entomologe und Mediziner
- Fiedler, Carl Ferdinand (1799–1844), deutscher evangelischer Theologe und Pädagoge
- Fiedler, Carl Gottfried (* 1813), deutscher Lehrer und Autor
- Fiedler, Carsten (* 1969), deutscher Journalist
- Fiedler, Christamaria (* 1945), deutsche Kinderbuchautorin
- Fiedler, Christian (* 1975), deutscher Fußballtorwart
- Fiedler, Daniel (* 1966), deutscher TV-Manager
- Fiedler, Dorothea (* 1978), deutsche Chemikerin und Hochschullehrerin
- Fiedler, Eduard (1871–1931), deutscher Maler
- Fiedler, Eduard (1890–1963), deutscher Politiker (GB/BHE, FDP), MdL, MdB
- Fiedler, Ellen (* 1958), deutsche Hürdenläuferin
- Fiedler, Erich (1901–1981), deutscher Schauspieler und SynchronsprecherErich Fiedler (1901–1981)

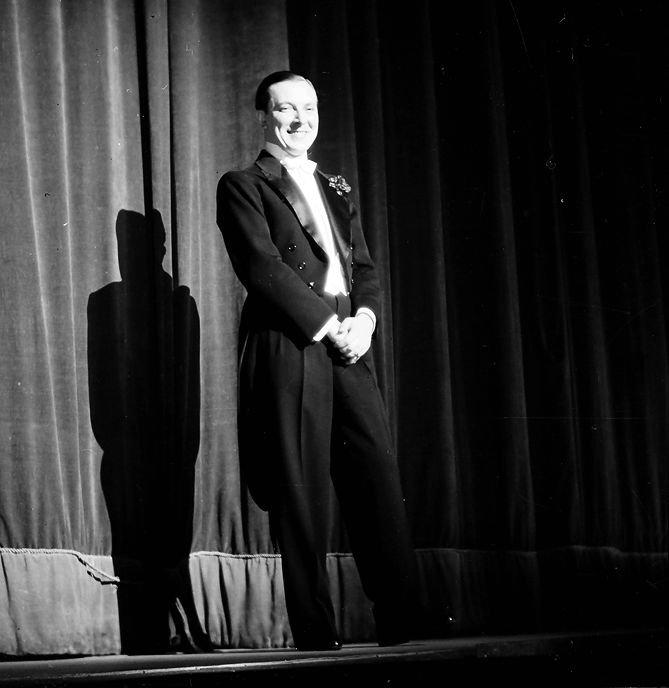
Erich Fiedler (1901–1981)

- Fiedler, Ernst Wilhelm (1905–1960), deutscher Kameramann
- Fiedler, Ewald (1889–1980), deutscher Ministerialbeamter
- Fiedler, Fiona (* 1976), österreichische Politikerin (NEOS), Abgeordnete zum Nationalrat
- Fiedler, Florian (* 1977), deutscher Bühnenregisseur
- Fiedler, Franciszek (1880–1956), polnischer Politiker, Mitglied des Sejm und Historiker
- Fiedler, Frank (1928–2007), deutscher Philosoph
- Fiedler, Frank (1930–2018), deutscher Lehrer und Heimatforscher in Bischofswerda
- Fiedler, Frank (* 1945), deutscher Kameramann, Regisseur und Produzent
- Fiedler, Franz (1852–1915), österreichischer Komponist und Klavierlehrer
- Fiedler, Franz (1885–1956), deutscher Fotograf der Neuen Sachlichkeit
- Fiedler, Franz (1898–1956), österreichischer Politiker (SPÖ, ÖVP), Landtagsabgeordneter im Burgenland
- Fiedler, Franz (1902–1965), deutscher Schauspieler und Filmregisseur
- Fiedler, Franz (* 1944), österreichischer Jurist und ehemaliger RechnungshofpräsidentFranz Fiedler (* 1944)

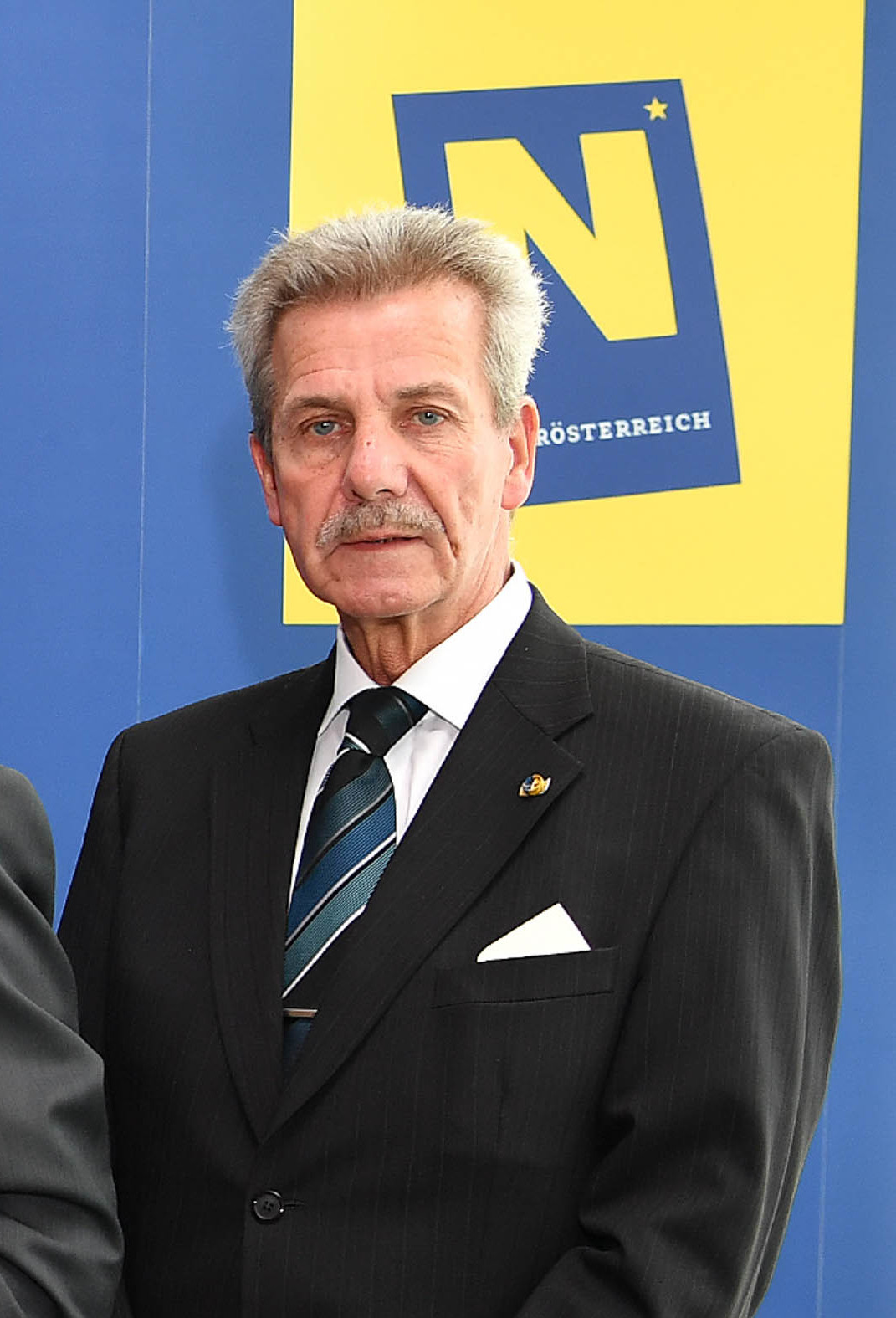
Franz Fiedler (* 1944)

- Fiedler, Fred Edward (1922–2017), österreichischer Wissenschaftler in Industrie- und Organisationspsychologie
- Fiedler, Frieda (1885–1965), deutsche Politikerin (SPD, SED), MdR
- Fiedler, Friedhelm (* 1948), deutscher Journalist und saarländischer Politiker (FDP/DPS)
- Fiedler, Friedrich (1859–1917), Übersetzer, Pädagoge und Gründer eines privaten Literaturmuseums
- Fiedler, Friedrich August († 1756), deutscher Landfeldmesser und Architekt
- Fiedler, Fritz (1899–1972), deutscher Konstrukteur
- Fiedler, Georg (1898–1983), österreichischer Politiker (ÖVP), Landtagsabgeordneter im Burgenland
- Fiedler, Gerald (* 1959), deutscher Theaterschauspieler und -regisseur
- Fiedler, Gerhard (* 1928), deutscher Fußballtorhüter
- Fiedler, Gerlach (1925–2010), deutscher Schauspieler, Regisseur, Schriftsteller, SynchronsprecherGerlach Fiedler (1925–2010)

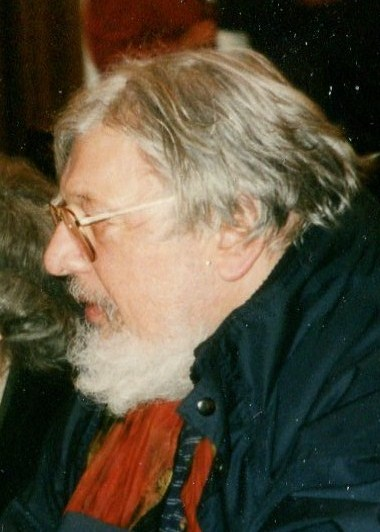
Gerlach Fiedler (1925–2010)

- Fiedler, Gottlieb, deutscher Kammerschreiber, Opernlibrettist und Übersetzer
- Fiedler, Gudrun (* 1956), deutsche Historikerin und Archivarin
- Fiedler, Hans (1891–1989), deutscher Gymnasiallehrer, Altphilologe und Kunsthistoriker
- Fiedler, Hans (* 1903), deutscher Porträt- und Landschaftsmaler der Düsseldorfer Schule
- Fiedler, Hans Herbert (1907–2004), deutscher Opernsänger (Bass) und Schauspieler
- Fiedler, Hans Joachim (1927–2022), deutscher Bodenkundler
- Fiedler, Hans-Michael (1943–2019), rechtsradikaler Aktivist, Publizist und Politiker (NPD)
- Fiedler, Hartmut (* 1968), deutscher Politiker, Staatssekretär in Sachsen
- Fiedler, Heidelore (* 1952), deutsche Umweltchemikerin
- Fiedler, Heinrich (1833–1899), deutscher Geologe, Mineraloge und Pädagoge
- Fiedler, Heinz (1929–1993), deutscher Geheimdienstler, Leiter des Hauptabteilung VI des Ministeriums für Staatssicherheit
- Fiedler, Helmut (* 1980), österreichischer Politiker (FPÖ)
- Fiedler, Herbert (1929–2015), deutscher Rechtswissenschaftler (Rechtsinformatik)
- Fiedler, Hilde (1919–2011), deutsche Politikerin (SPD)
- Fiedler, István (1871–1957), Bischof der römisch-katholischen Kirche von Oradea Mare und Satu Mare
- Fiedler, Jacob (* 1987), deutscher Radrennfahrer
- Fiedler, Jens (* 1965), deutscher Kanute
- Fiedler, Jens (* 1966), deutscher Handballspieler, Handballtrainer
- Fiedler, Jens (* 1970), deutscher BahnrennfahrerJens Fiedler (* 1970)

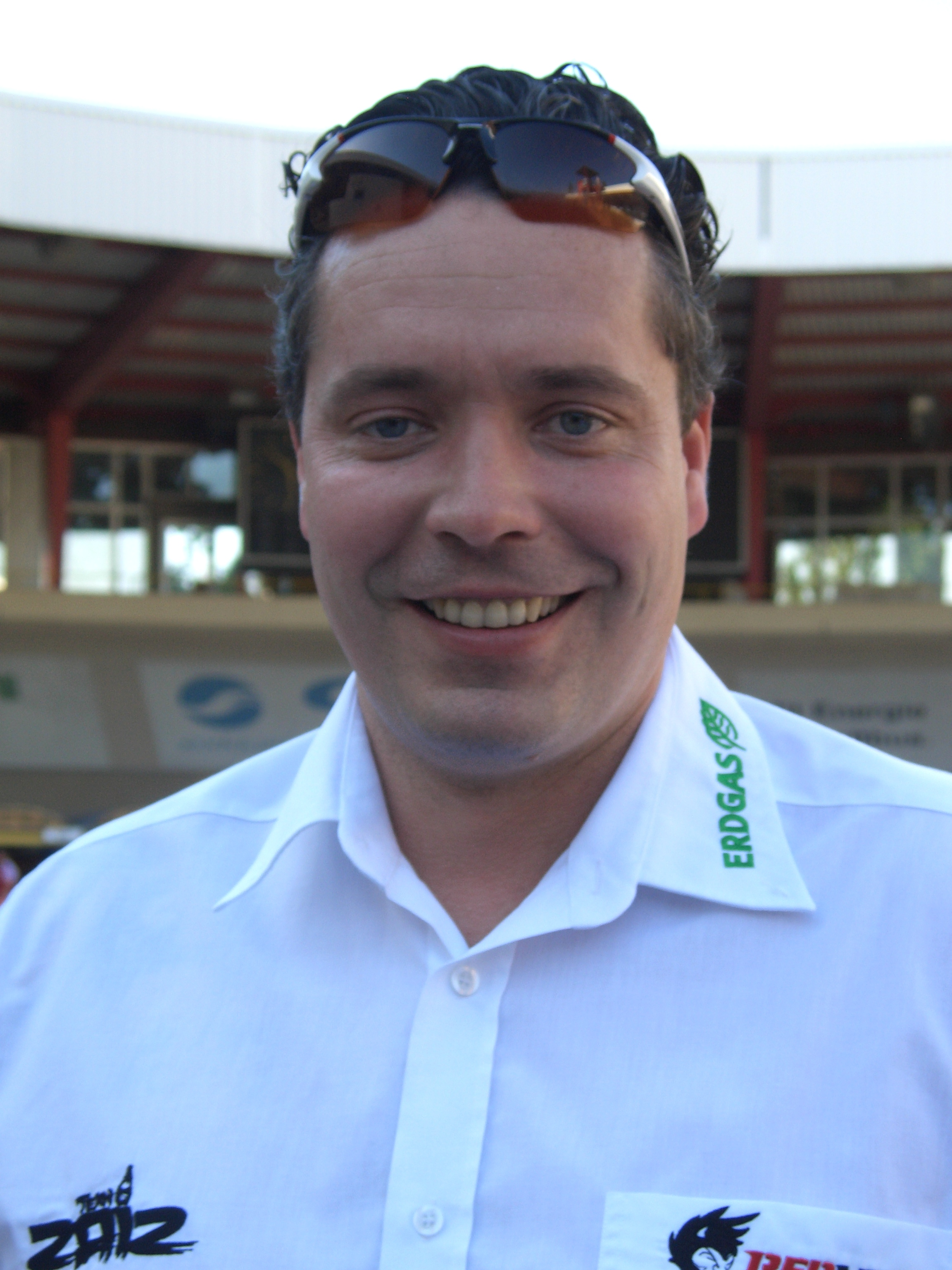
Jens Fiedler (* 1970)

- Fiedler, Jiří (1935–2014), tschechischer Schriftsteller und Historiker
- Fiedler, Joachim (1929–2023), deutscher Bauingenieur und Verkehrswissenschaftler
- Fiedler, Jobst (* 1944), deutscher Hochschullehrer und Manager
- Fiedler, Jochen (* 1936), deutscher Grafikdesigner und Hochschullehrer
- Fiedler, Jochen (* 1962), deutscher Grafiker und Maler
- Fiedler, Joe (* 1965), US-amerikanischer Posaunist, Arrangeur und Komponist
- Fiedler, Johann Christian (1697–1765), deutscher Maler
- Fiedler, John (1925–2005), US-amerikanischer Schauspieler
- Fiedler, Jörg (* 1978), deutscher Fechter
- Fiedler, Josef (1898–1970), österreichischer Komponist, Kapellmeister und Pianist
- Fiedler, Julius August (1841–1903), sächsischer Generalmajor
- Fiedler, Jutta (* 1943), deutsche Politikerin (Die Linke), MdL, Richterin am Landesverfassungsgericht Sachsen-Anhalt
- Fiedler, Karl (1897–1945), deutscher Politiker (NSDAP), MdR und SA-Führer
- Fiedler, Karl Gustav (1791–1853), deutscher Montanwissenschaftler und Mineraloge
- Fiedler, Kathleen (* 1984), deutsche Schauspielerin
- Fiedler, Klaus (1938–2013), deutscher Theaterregisseur und Schauspieler
- Fiedler, Klaus (* 1942), deutscher evangelischer Theologe und Missionswissenschaftler
- Fiedler, Klaus (* 1951), deutscher Psychologe und Professor für Sozialpsychologie an der Universität Heidelberg
- Fiedler, Klaus (* 1951), deutscher Hürdenläufer
- Fiedler, Konrad (1841–1895), Theoretiker der bildenden KunstKonrad Fiedler (1841–1895)

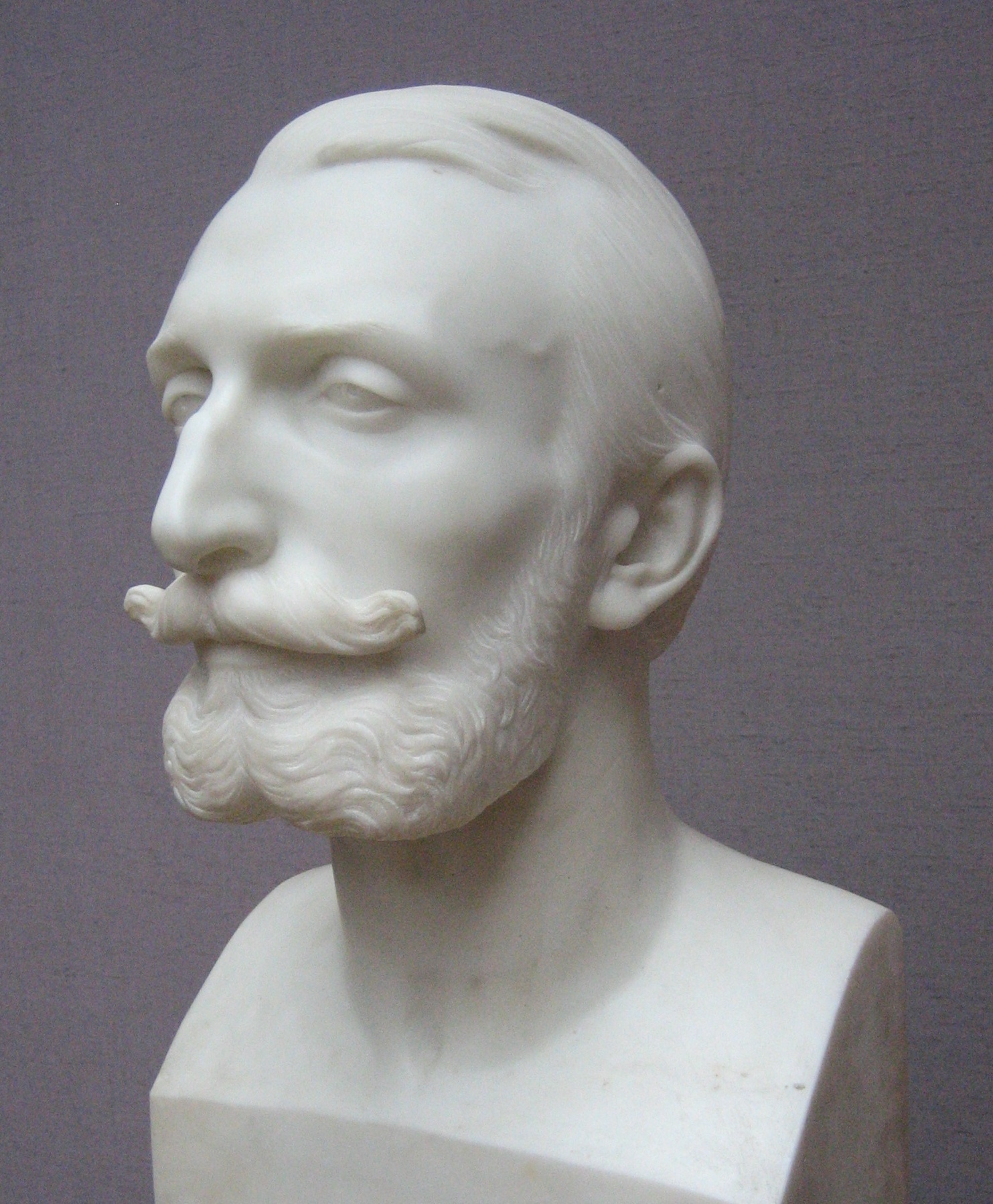
Konrad Fiedler (1841–1895)

- Fiedler, Konstantin (1579–1644), deutscher evangelisch-lutherischer Geistlicher und Superintendent in Rostock
- Fiedler, Kristin (* 1964), deutsche Synchronsprecherin
- Fiedler, Kuno (1895–1973), deutsch-schweizerischer Pfarrer und Autor
- Fiedler, Kurt (* 1891), deutscher Ingenieur und Politiker (LDP) in Sachsen-Anhalt
- Fiedler, Kurt (1894–1950), deutscher Grafiker
- Fiedler, Kurt (1922–1984), österreichischer Kaufmann und Politiker (ÖVP), Landtagsabgeordneter, Abgeordneter zum Nationalrat
- Fiedler, Kurt (1925–2017), deutscher Zoologe und Hochschullehrer
- Fiedler, Kurt (1933–2021), deutscher Bauingenieur, Professor, Rektor und Gründungsrektor, Manager
- Fiedler, Leslie (1917–2003), amerikanischer Literaturwissenschaftler und Literaturkritiker
- Fiedler, Louis (1850–1911), deutscher Klempner und Politiker, MdL
- Fiedler, Ludwig (1606–1674), deutscher evangelischer Theologe
- Fiedler, Luisa (* 1952), deutsche Politikerin (SPD), MdHB
- Fiedler, Manfred (1924–2018), deutscher Fußballspieler
- Fiedler, Manfred (* 1925), deutscher Kulturfunktionär
- Fiedler, Marianne (1864–1904), deutsche Malerin und Lithografin
- Fiedler, Markus (* 1967), deutscher Soziologe und Islamwissenschaftler
- Fiedler, Markus (* 1972), deutscher Regisseur und Drehbuchautor
- Fiedler, Markus (* 1986), deutscher Fußballtrainer
- Fiedler, Martin (* 1978), deutscher Amateurastronom
- Fiedler, Matthias (* 1975), deutscher Reporter, Journalist und Regisseur
- Fiedler, Maureen (* 1942), US-amerikanische römisch-katholische Theologin und Autorin
- Fiedler, Max (1868–1924), deutscher Kantor und Komponist
- Fiedler, Michael (* 1959), deutscher Fußballspieler
- Fiedler, Milenia (* 1966), polnische Filmeditorin und Direktorin der Staatlichen Hochschule für Film, Fernsehen und Theater Łódź
- Fiedler, Mimi (* 1975), deutsche Schauspielerin kroatischer HerkunftMimi Fiedler (* 1975)

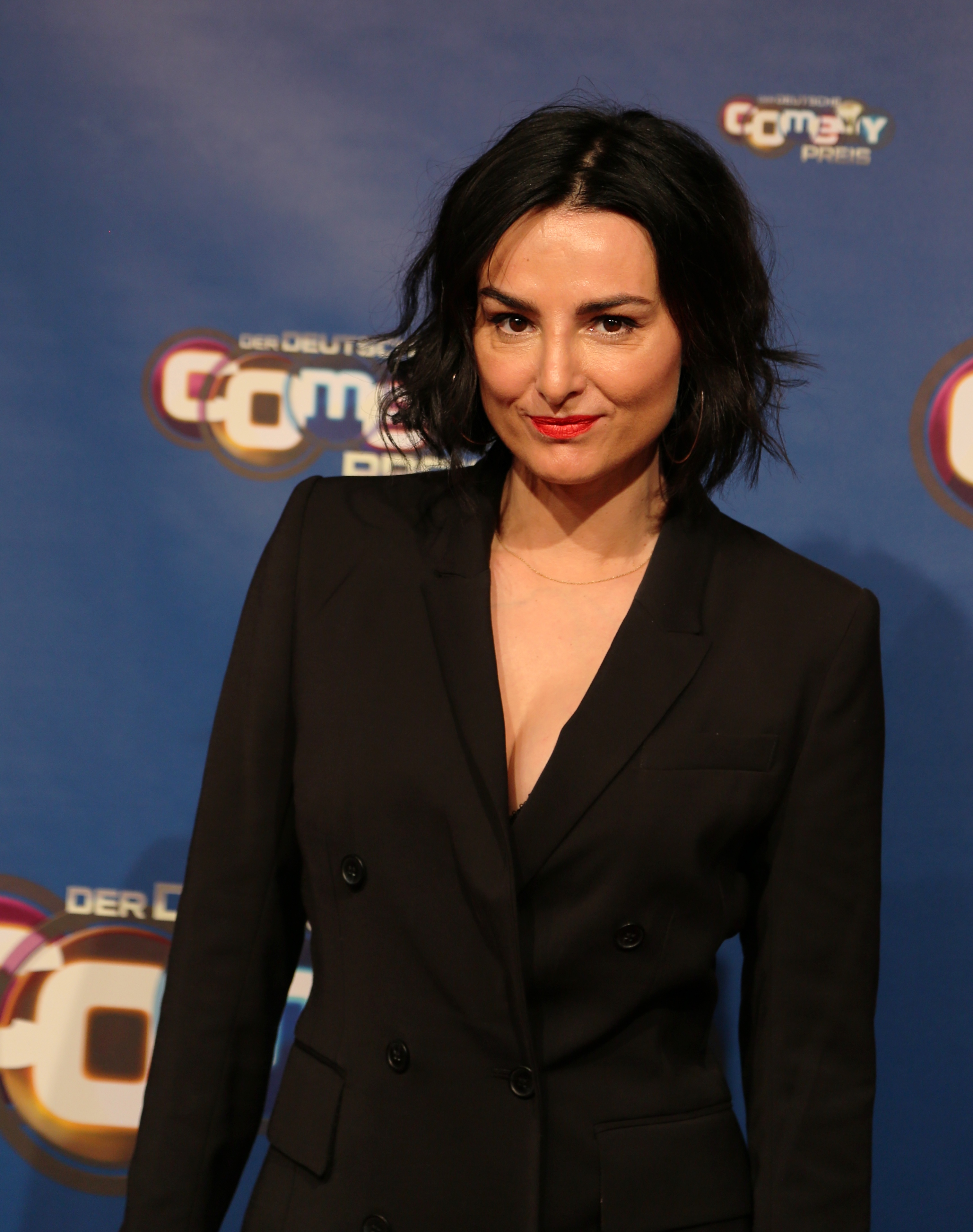
Mimi Fiedler (* 1975)

- Fiedler, Miroslav (1926–2015), tschechischer Mathematiker
- Fiedler, Niclas (* 1998), deutscher Fußballspieler
- Fiedler, Orestes (* 1986), deutsch-polnischer Schauspieler
- Fiedler, Oscar (1848–1906), deutscher Theaterschauspieler, Opernsänger (Bariton), Opernregisseur und Theaterleiter
- Fiedler, Otto (* 1927), deutscher DBD-Funktionär
- Fiedler, Paul (1900–1987), deutscher Gewerkschafter (FDGB)
- Fiedler, Peter (1936–1982), deutscher Politiker (SED), stellvertretender Minister für Hoch- und Fachschulwesen der DDR
- Fiedler, Peter (* 1937), deutscher Glasgestalter
- Fiedler, Peter (1940–2009), deutscher Theologe
- Fiedler, Peter (* 1945), deutscher Psychologe und Hochschullehrer
- Fiedler, Peter (* 1951), deutscher Bildhauer, Keramiker und Steinrestaurator
- Fiedler, Petra (1898–1993), deutsche Modezeichnerin und Modejournalistin
- Fiedler, Philipp (1840–1919), deutscher Rittergutsbesitzer und Kunstmäzen
- Fiedler, Richard, deutscher Ingenieur und Erfinder
- Fiedler, Richard (1908–1974), deutscher Politiker (NSDAP), SS-Brigadeführer und Generalmajor der Polizei, MdRRichard Fiedler (1908–1974)

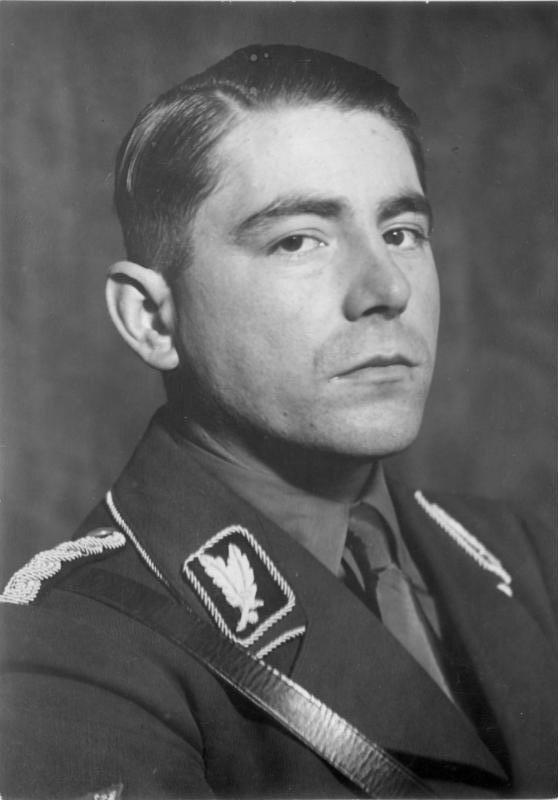
Richard Fiedler (1908–1974)

- Fiedler, Robert (1905–1974), deutscher Politiker (SPD), MdL
- Fiedler, Roger Martin (* 1961), deutscher Schriftsteller, Diplom-Physiker
- Fiedler, Rudolf (* 1958), deutscher Wirtschaftswissenschaftler
- Fiedler, Sabine (* 1957), deutsche Anglistin
- Fiedler, Sebastian (* 1973), deutscher Kriminalbeamter, Bundesvorsitzender des Bundes Deutscher KriminalbeamterSebastian Fiedler (* 1973)

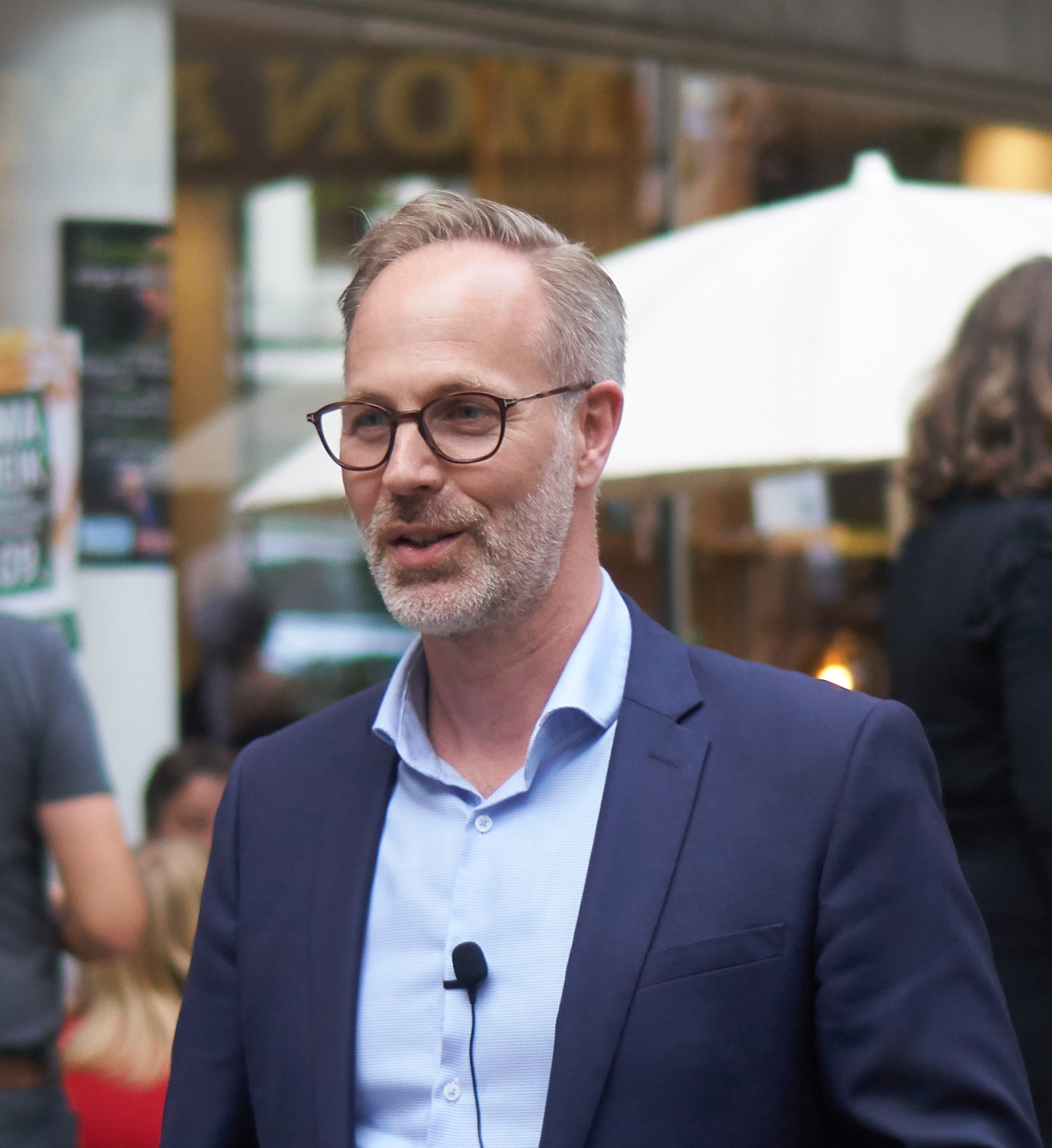
Sebastian Fiedler (* 1973)

- Fiedler, Siegfried (1922–1999), deutscher Offizier und Museumsleiter
- Fiedler, Sina (* 1933), deutsche Schauspielerin
- Fiedler, Sylvia (* 1951), deutsche Wasserspringerin
- Fiedler, Thomas (* 1951), deutscher Politiker, Bürgermeister von Geilenkirchen (seit 2009)
- Fiedler, Thomas (* 1974), deutscher Regisseur und Autor
- Fiedler, Tom (* 1985), deutscher Eishockeyspieler
- Fiedler, Ulf (1930–2022), deutscher Autor und Maler
- Fiedler, Ulrich (* 1972), deutscher Jurist und Kommunalpolitiker (parteilos), Oberbürgermeister von Metzingen
- Fiedler, Ursel (* 1934), deutsche Tischtennisspielerin
- Fiedler, Ute (* 1961), deutsche Theaterschauspielerin und Dramaturgin
- Fiedler, Uwe (* 1961), deutscher Historiker und Museumsdirektor
- Fiedler, Walter (1922–2009), österreichischer Zoologe
- Fiedler, Walter (* 1944), deutscher Politiker (CDU), MdV, MdB
- Fiedler, Walther (1860–1926), deutscher Verleger
- Fiedler, Werner (1899–1986), deutscher Journalist
- Fiedler, Werner (1924–2022), deutscher Fußballspieler
- Fiedler, Wilfried (1933–2019), deutscher Albanologe und Balkanologe
- Fiedler, Wilfried (1940–2023), deutscher Rechtswissenschaftler
- Fiedler, Wilhelm (1832–1912), deutsch-schweizerischer Mathematiker
- Fiedler, William H. F. (1847–1919), US-amerikanischer Politiker
- Fiedler, Willy A. (1908–1998), deutschamerikanischer Raketenexperte
- Fiedler, Wolfgang (* 1930), deutscher Architekt
- Fiedler, Wolfgang (* 1951), deutscher Radrennfahrer
- Fiedler, Wolfgang (* 1951), deutscher Politiker (CDU), MdV, MdL
- Fiedler, Wolfgang (* 1953), deutscher Keyboarder und Jazzpianist
- Fiedler, Wolfgang (* 1966), deutscher Biologe und Ornithologe
- Fiedler, Wolfram (1951–1988), deutscher Rennrodelsportler, Weltmeister (1975)
- Fiedler-Bender, Gisela (* 1940), österreichische Kunsthistorikerin
- Fiedler-Tresp, Sonja (* 1972), deutsche Autorin, Übersetzerin und Lektorin
- Fiedler-Wilhelm, Kerstin (* 1968), deutsche Politikerin (CDU), MdL
- Fiedler-Winter, Rosemarie (1921–2012), deutsche Wirtschaftsjournalistin, Autorin und langjährige Vorsitzende der Hamburger Autorenvereinigung
- Fiedler-Wurzbach, Theodora von (1847–1894), österreichische Theaterschauspielerin und Schauspiellehrerin
- Fiedor, Andrzej (1946–2025), polnischer Biathlet
- Fiedor, Erwin (1943–2012), polnischer nordischer Skisportler
- Fiedor, Wiesław (* 1964), polnischer Paralympionik
- Fiedorczuk, Julia (* 1975), polnische Schriftstellerin
- Fiedorowicz, Czesław (* 1958), polnischer Politiker, Mitglied des Sejm
- Fiedrich, Marc, deutscher Diplomat im Dienst der Europäischen Union
- Fiedrowicz, Michael (* 1957), deutscher katholischer Kirchenhistoriker und Patristiker

### Fieg
- Fiege, Albert (1921–2016), deutscher Politiker (SPD), MdL
- Fiege, Hartwig (1901–1997), deutscher Lehrer, Professor, Historiker und Publizist
- Fiege, Karl-Heinz (* 1928), deutscher Schauspieler bei Bühne und Fernsehen
- Fiege, Kurt (1897–1983), deutscher Geologe und Paläontologe
- Fiegen, David (* 1984), luxemburgischer Mittelstreckenläufer
- Fieger, Carl (1893–1960), deutscher Architekt und Designer
- Fieger, Doug (1952–2010), US-amerikanischer Musiker und KomponistDoug Fieger (1952–2010)

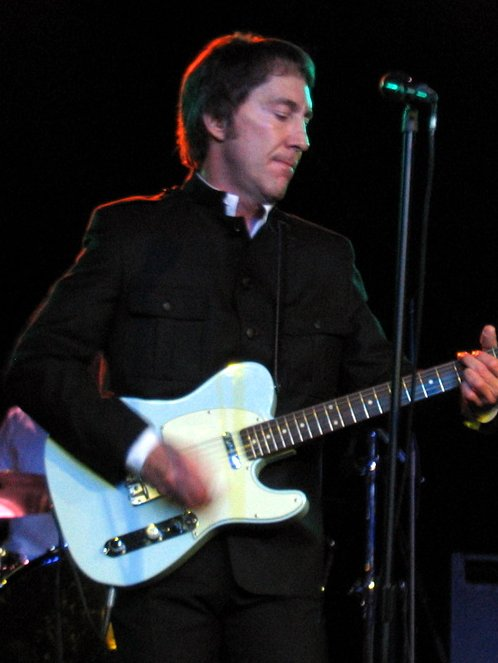
Doug Fieger (1952–2010)

- Fieger, Erwin (1928–2013), deutsch-tschechischer Fotograf
- Fieger, Franz Josef (1921–2022), deutscher Kaufmann
- Fieger, Josef (1887–1961), deutscher Arzt
- Fieger, Michael (* 1959), deutsch-schweizerischer katholischer Theologe
- Fieger, Rupert (* 1962), deutscher Steinmetz und Bildhauer
- Fiegert, Elfie (* 1946), deutsche Filmschauspielerin
- Fiegl, Christian (* 1940), österreichischer Politiker (ÖVP), Mitglied des Bundesrates und Abgeordneter zum Tiroler Landtag
- Fiegl, Dominik (* 1984), österreichischer Snowboarder
- Fiegl, Gerhard (1988–2015), österreichischer Bergführer und Kletterer
- Fiegl, Jutta (* 1953), österreichische Psychotherapeutin und Vizerektorin der Freud-Universität
- Fiegle, Rainer (* 1949), deutscher Generalmajor
- Fiegler, Karl (* 1926), deutscher Fußballspieler
- Fieglhuber-Gutscher, Marianne (1886–1978), österreichische Malerin
- Fieguth, Gerhard (* 1937), deutscher Literaturwissenschaftler
- Fieguth, Gert (* 1961), deutscher Hochschullehrer
- Fieguth, Gustav (* 1889), deutscher Politiker (NSDAP)
- Fieguth, Rolf (* 1941), deutscher Slawist

### Fieh
- Fiehe, Klaus (* 1957), deutscher Musiker und HörfunkmoderatorKlaus Fiehe (* 1957)

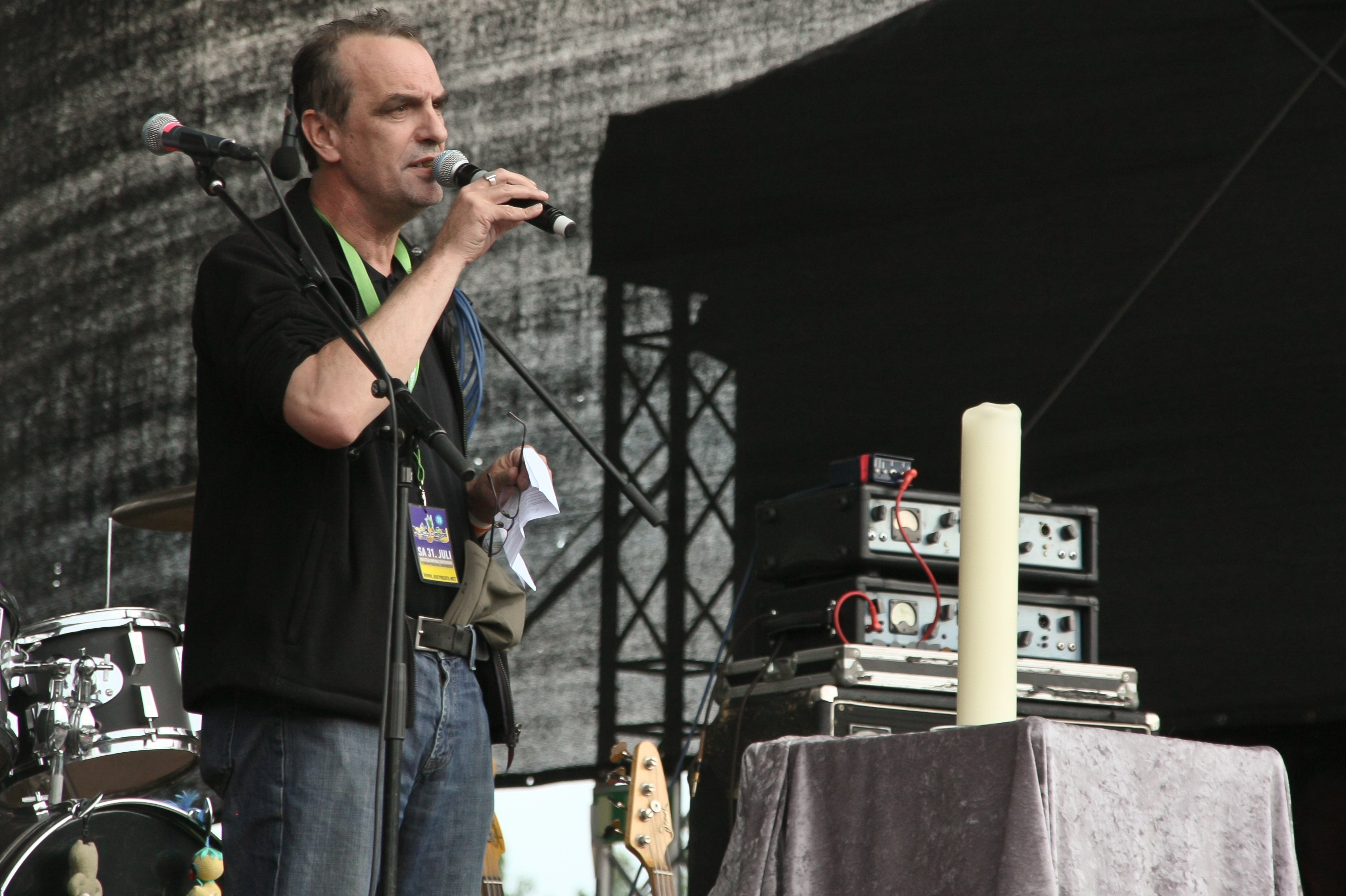
Klaus Fiehe (* 1957)

- Fiehler, Hans (1890–1969), deutscher Kunstmaler, Liederdichter und Pazifist
- Fiehler, Heinrich (1858–1945), baptistischer Geistlicher
- Fiehler, Karl (1895–1969), deutscher Politiker (NSDAP), MdR
- Fiehler, Levi, US-amerikanischer Schauspieler
- Fiehler, Reinhard (* 1949), deutscher Sprachwissenschaftler und Hochschullehrer
- Fiehler, Werner (* 1889), deutscher Schriftsteller und politischer Aktivist
- Fiehn, Hans (1879–1963), deutscher Rechtsanwalt und Notar
- Fiehn, Johann (1875–1939), preußischer Regierungsbaumeister, Landrat und Polizeidirektor
- Fiehn, Karl (1888–1945), deutscher Klassischer Philologe
- Fiehn, Wilhelm (1851–1931), deutscher Schuldirektor

### Fiek
- Fieke, Karl (1857–1945), deutscher Buchdrucker, Zeitungsverleger und Heimatschriftsteller

### Fiel
- Fiel Rodriguez, David (* 1993), kubanischer Volleyballspieler
- Fiél, Cristian (* 1980), spanischer Fußballspieler und -trainer
- Fiel, Eric E., US-amerikanischer Offizier, Generalleutnant der US Air Force
- Field, Andy (* 1973), britischer Psychologe und Hochschullehrer
- Field, Ayda (* 1979), US-amerikanische SchauspielerinAyda Field (* 1979)

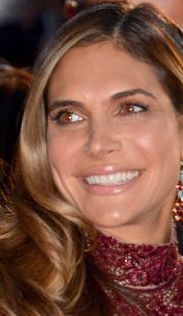
Ayda Field (* 1979)

- Field, Betty (1916–1973), US-amerikanische Schauspielerin
- Field, Bruce (* 1947), australischer Hürdenläufer, Sprinter und Weitspringer
- Field, Burton M., US-amerikanischer Offizier, Generalleutnant der US Air Force
- Field, Charles William (1828–1892), Offizier des US-Heeres und Generalmajor der Konföderierten Staaten von Amerika im Sezessionskrieg
- Field, Chelsea (* 1957), US-amerikanische Schauspielerin
- Field, Christopher (* 1953), US-amerikanischer Wissenschaftler
- Field, Clint (* 1983), US-amerikanischer Autorennfahrer
- Field, Courtney (* 1997), australische Radsportlerin
- Field, Cyrus W. (1819–1892), US-amerikanischer UnternehmerCyrus W. Field (1819–1892)

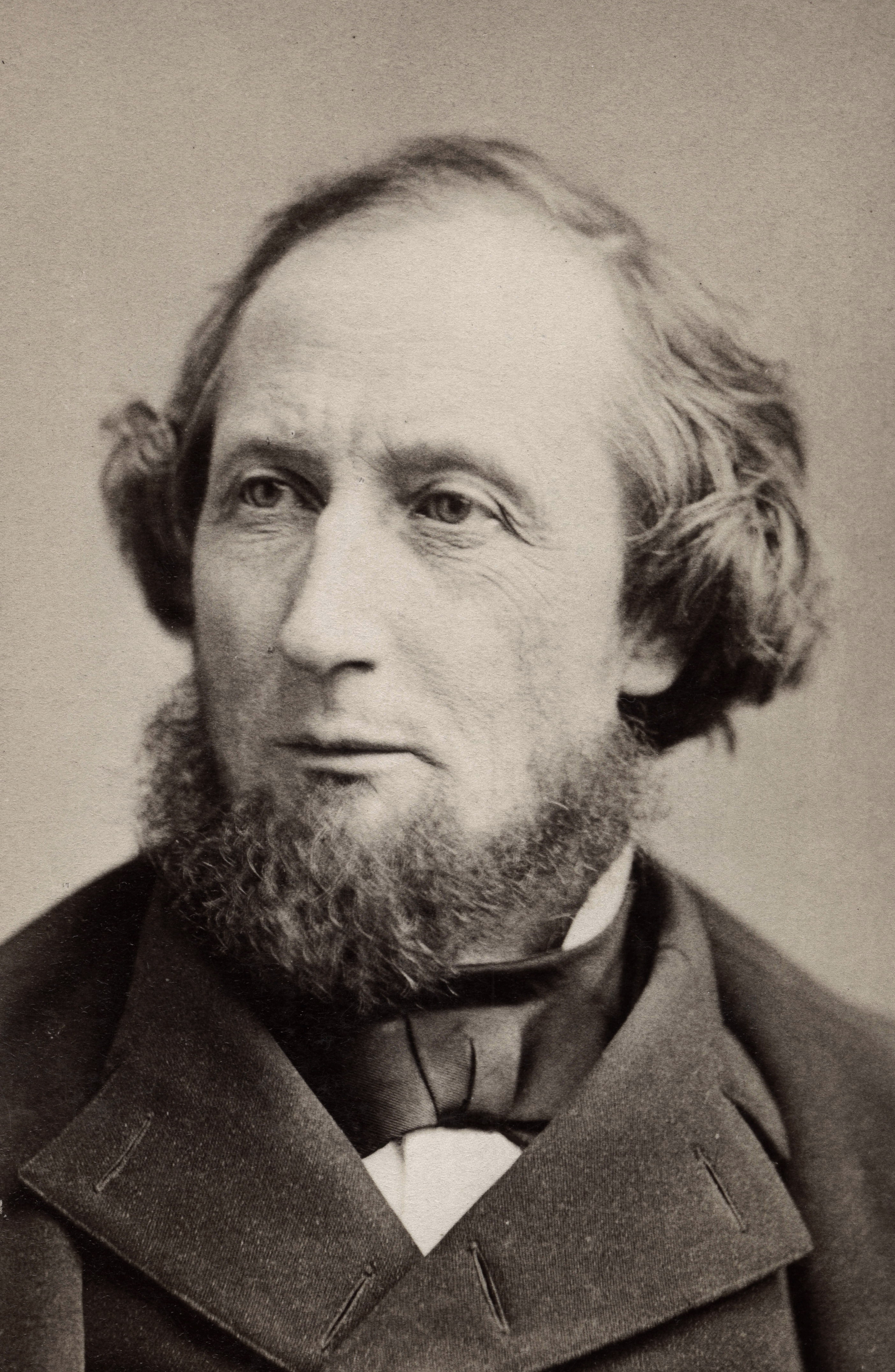
Cyrus W. Field (1819–1892)

- Field, David Dudley (1805–1894), US-amerikanischer Jurist
- Field, Edward (* 1924), US-amerikanischer Schriftsteller
- Field, Elizabeth (* 1990), US-amerikanische Volleyballspielerin
- Field, Erastus Salisbury (1805–1900), US-amerikanischer Maler
- Field, Erica (* 1974), US-amerikanische Wirtschaftswissenschaftlerin und Hochschullehrerin
- Field, Eugene (1850–1895), US-amerikanischer Journalist und Dichter
- Field, Felicity (* 1946), britische Skirennläuferin
- Field, Fern (* 1934), US-amerikanische Filmproduzentin, Filmregisseurin, Drehbuchautorin, Autorin, Filmschaffende
- Field, Frederick (1871–1945), britischer Admiral of the Fleet und Erster Seelord
- Field, George (1929–2024), US-amerikanischer Astrophysiker
- Field, Gregg (* 1956), US-amerikanischer Jazzmusiker
- Field, Hartry (* 1946), US-amerikanischer Philosoph
- Field, Henry (1878–1944), US-amerikanischer Weitspringer
- Field, Henry F. (1843–1932), US-amerikanischer Politiker, Bankier und Treasurer von Vermont
- Field, Henry P. († 1937), US-amerikanischer Rechtsanwalt und Lokalpolitiker (Republikanische Partei)
- Field, Ian (* 1986), britischer Radrennfahrer
- Field, James G. (1826–1901), US-amerikanischer Politiker, Attorney General von Virginia
- Field, Jennifer, amerikanischer Geochemikerin und Hochschullehrerin
- Field, Jennifer (* 1981), US-amerikanische Schauspielerin, Synchronsprecherin und Model
- Field, John (1782–1837), irischer KomponistJohn Field (1782–1837)

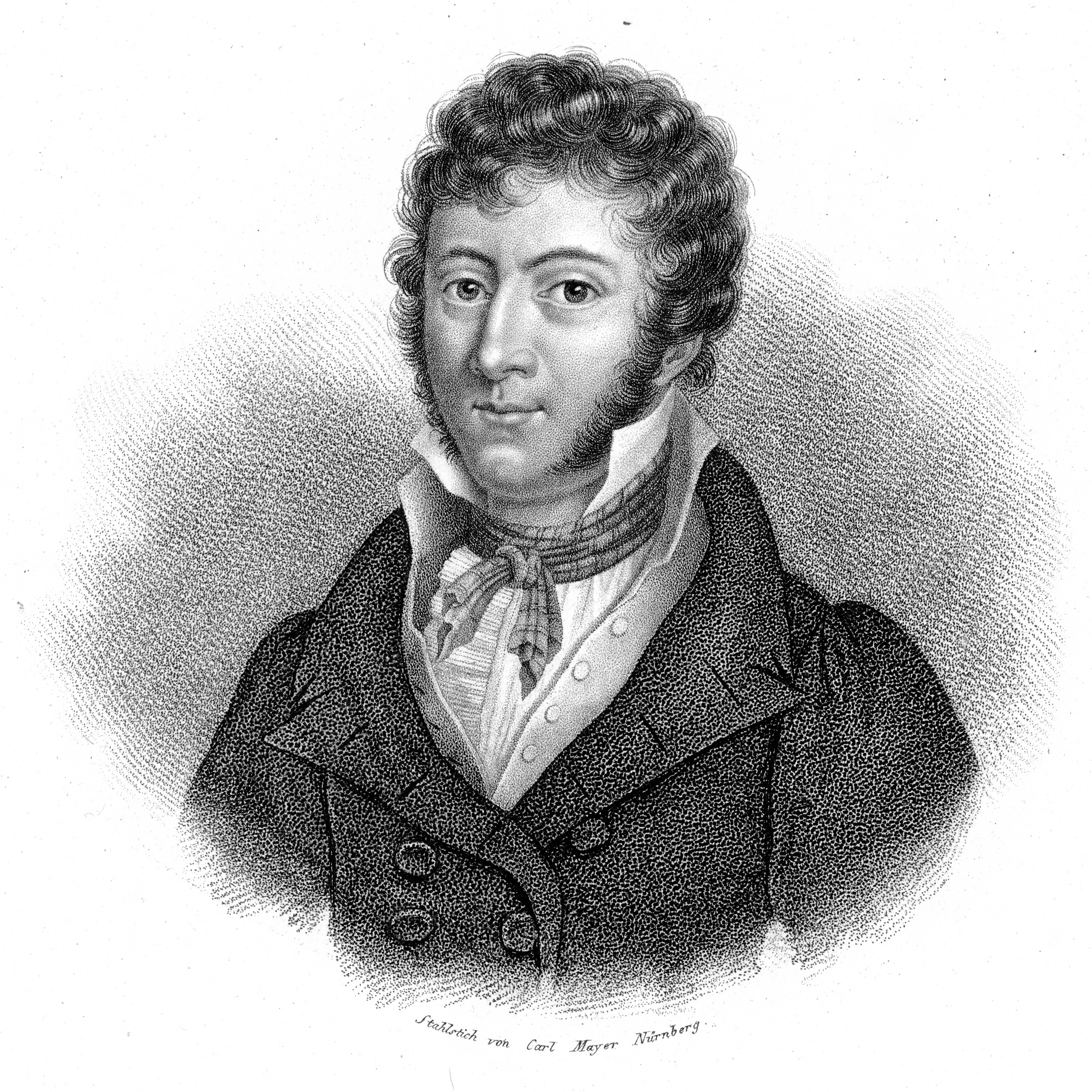
John Field (1782–1837)

- Field, John (1913–1989), US-amerikanischer Jazzmusiker (Kontrabass)
- Field, Karin (* 1944), deutsche Schauspielerin
- Field, Kate (1838–1896), US-amerikanische Journalistin, Publizistin und Dramatikerin
- Field, Lamar (1922–1998), US-amerikanischer Chemiker und Hochschullehrer
- Field, Louise (* 1967), australische Tennisspielerin
- Field, Luke Brandon (* 1988), britischer Schauspieler
- Field, Margaret (1922–2011), US-amerikanische Schauspielerin
- Field, Marisa (* 1987), kanadische Volleyballspielerin
- Field, Mark (* 1964), britischer Politiker (Konservativen Partei), Mitglied des House of Commons
- Field, Marshall (1834–1906), US-amerikanischer Unternehmer
- Field, Megumi (* 2005), US-amerikanische Synchronschwimmerin
- Field, Michael (1933–2014), US-amerikanischer Mediziner
- Field, Michael (* 1948), australischer Politiker
- Field, Michel (* 1954), französischer Journalist, Fernsehmoderator
- Field, Moses W. (1828–1889), US-amerikanischer Politiker
- Field, Nathan (* 1587), englischer Dramatiker und Schauspieler
- Field, Noel (1904–1970), US-amerikanischer Diplomat, Nichtregierungsorganisation-Gründer und Kommunist
- Field, Patricia (* 1941), US-amerikanische Kostümbildnerin
- Field, Rachel (1894–1942), US-amerikanische Schriftstellerin
- Field, Raymond (* 1944), irischer römisch-katholischer Geistlicher, emeritierter Weihbischof im Erzbistum Dublin
- Field, Rebecca, US-amerikanische Schauspielerin
- Field, Richard Montgomery (1885–1961), US-amerikanischer Geologe und Paläontologe
- Field, Richard Stockton (1803–1870), US-amerikanischer Politiker (Republikanische Partei)
- Field, Robert W. (* 1944), US-amerikanischer Chemiker
- Field, Roger (* 1945), britischer Industriedesigner und Erfinder
- Field, Roy (1932–2002), britischer Spezialeffektkünstler
- Field, Sally (* 1946), US-amerikanische SchauspielerinSally Field (* 1946)

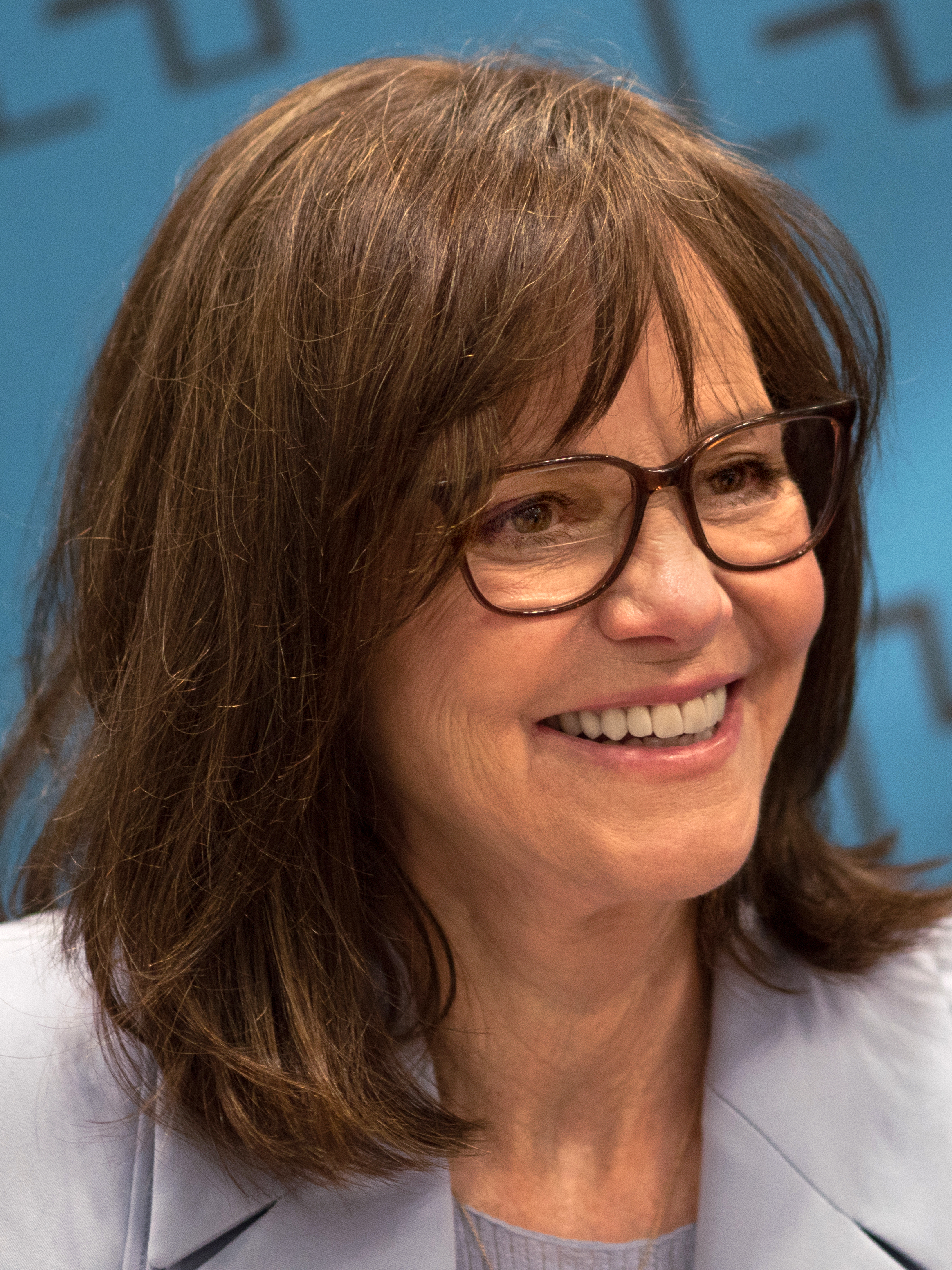
Sally Field (* 1946)

- Field, Scott (1847–1931), US-amerikanischer Politiker
- Field, Shirley Anne (1936–2023), britische Schauspielerin
- Field, Stephen Dudley (1846–1913), US-amerikanischer Erfinder
- Field, Stephen Johnson (1816–1899), US-amerikanischer Jurist und Richter am Obersten Gerichtshof der Vereinigten Staaten
- Field, Susan (1932–2005), britische Schauspielerin
- Field, Syd (1935–2013), US-amerikanischer Autor
- Field, Ted (* 1953), US-amerikanischer Filmproduzent, Autorennfahrer und Unternehmer
- Field, The, schwedischer Liveact und Musikproduzent im Ambient-Techno
- Field, Todd (* 1964), US-amerikanischer Schauspieler, Filmregisseur und Drehbuchautor
- Field, Troy (* 1993), US-amerikanischer Beachvolleyballspieler
- Field, Virginia (1917–1992), britische Schauspielerin
- Field, Walbridge A. (1833–1899), US-amerikanischer Jurist und Politiker
- Field, William (1790–1878), US-amerikanischer Politiker
- Field, William, 1. Baron Field (1813–1907), britischer Jurist
- Field, Winston (1904–1969), rhodesischer Politiker, Premierminister Südrhodesiens
- Field-Richards, John (1878–1959), britischer Olympiasieger im Motorbootfahren
- Fielden, Samuel (1847–1922), US-amerikanischer methodistischer Prediger, Sozialist, Anarchist und Aktivist
- Fielder, Alvin (1935–2019), US-amerikanischer Jazz-Schlagzeuger
- Fielder, Angie, australische Filmproduzentin
- Fielder, George Bragg (1842–1906), US-amerikanischer Politiker
- Fielder, James Fairman (1867–1954), US-amerikanischer Politiker
- Fielder, Nathan (* 1983), kanadischer Comedian, Schauspieler, Drehbuchautor, Regisseur, Produzent und PilotNathan Fielder (* 1983)

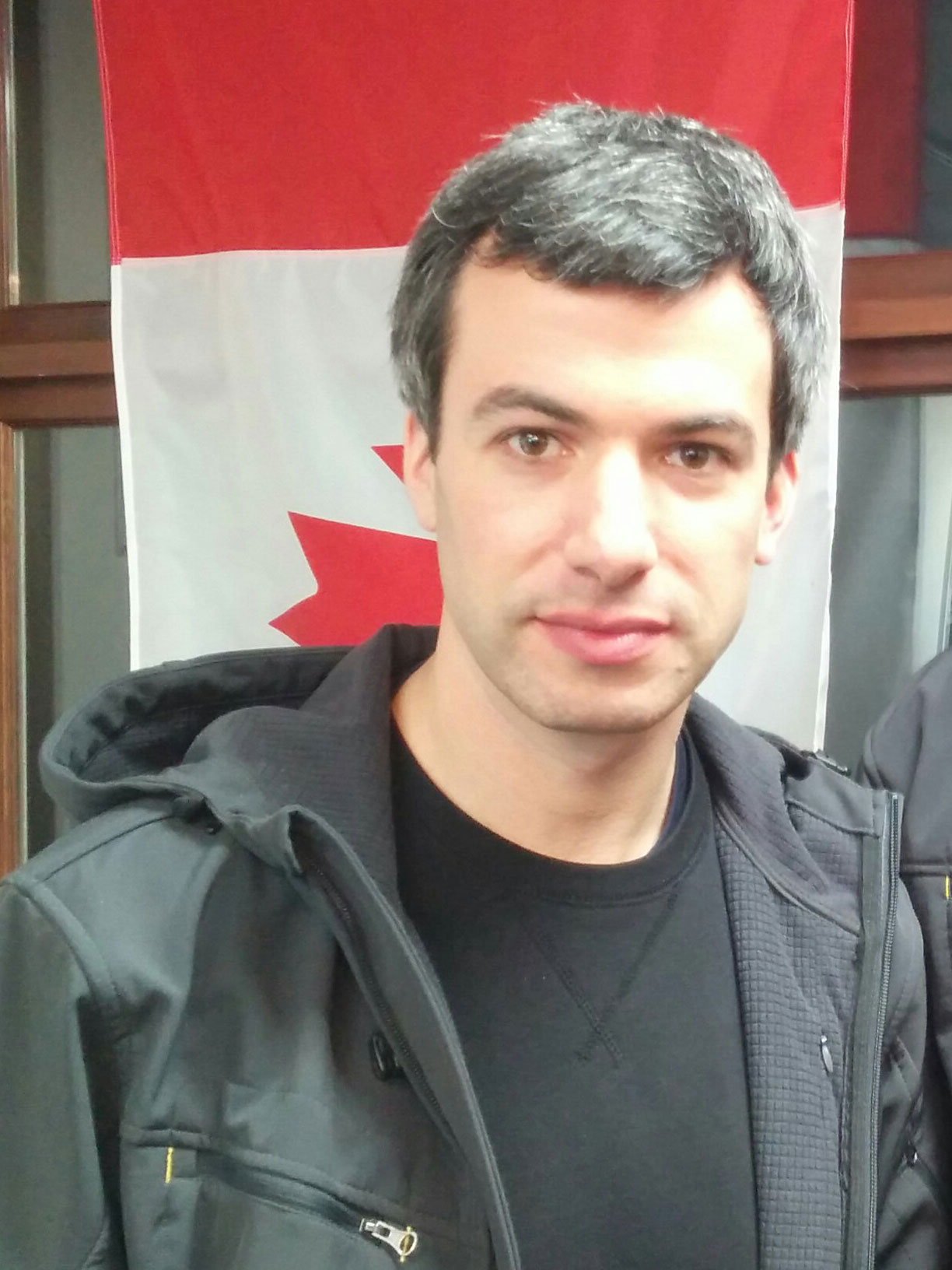
Nathan Fielder (* 1983)

- Fielder, Prince (* 1984), US-amerikanischer Baseballspieler
- Fieldhouse, David Kenneth (1925–2018), britischer Historiker
- Fieldhouse, John (1928–1992), britischer Peer, Marineoffizier und Politiker
- Fielding, Adam (* 1993), britischer Schauspieler
- Fielding, Alistair (* 2000), britischer Radsportler
- Fielding, Connor (* 2006), kanadischer Kinderschauspieler
- Fielding, Copley (1787–1855), englischer Maler und Zeichner
- Fielding, Dorothy, US-amerikanische Schauspielerin
- Fielding, Edward (1875–1945), US-amerikanischer Schauspieler
- Fielding, Frank (* 1988), englischer Fußballtorwart
- Fielding, Fred F. (* 1939), US-amerikanischer Regierungsbeamter, Rechtsanwalt und Rechtsberater des Weißen Hauses
- Fielding, Helen (* 1958), britische Autorin und Journalistin
- Fielding, Henry (1707–1754), englischer Romanautor, Satiriker, Dramatiker, Journalist und Jurist
- Fielding, Janet (* 1957), australische Schauspielerin
- Fielding, Jerry (1922–1980), US-amerikanischer Filmmusikkomponist
- Fielding, John (1721–1780), britischer Richter
- Fielding, Joy (* 1945), kanadische SchriftstellerinJoy Fielding (* 1945)

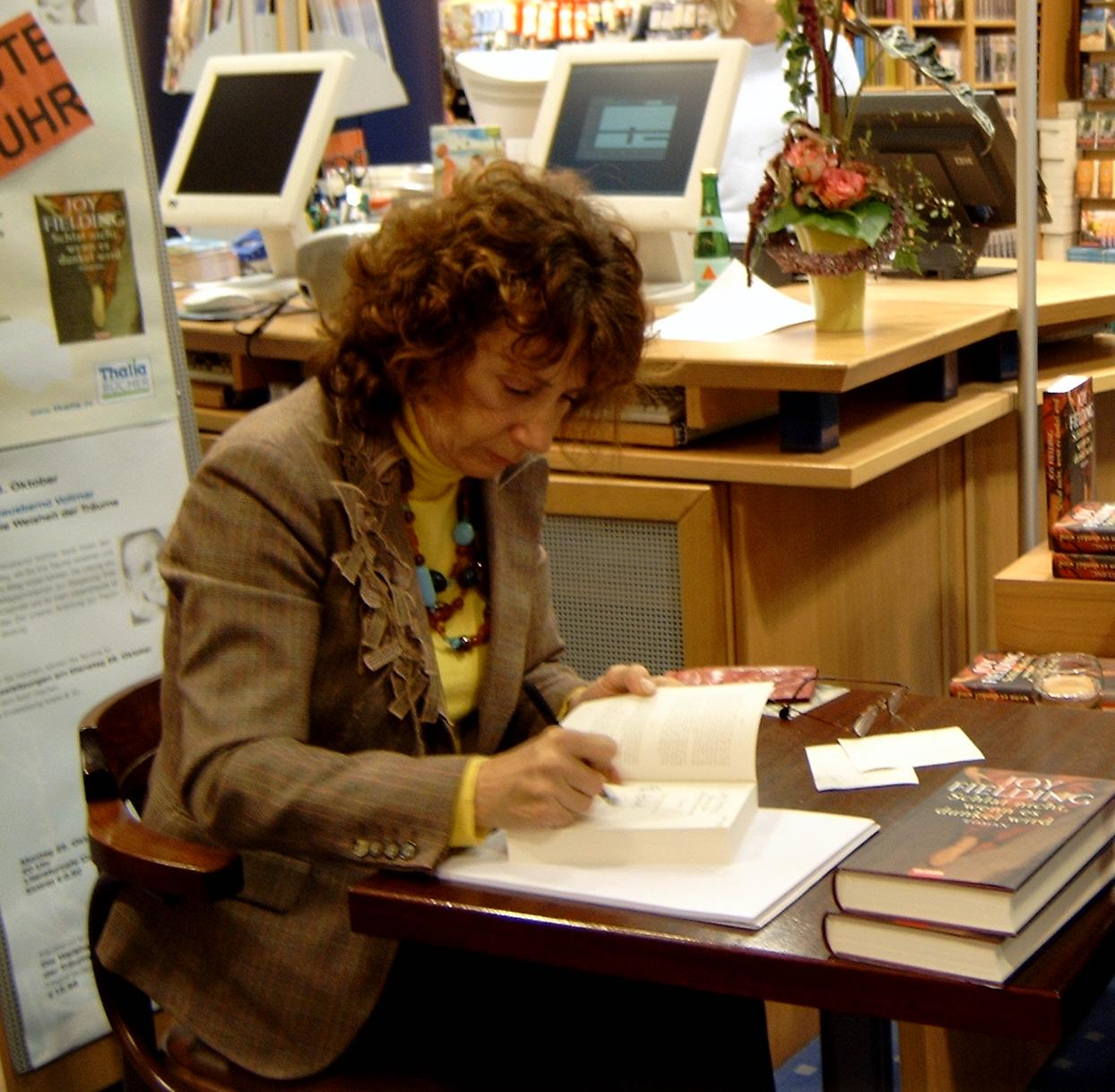
Joy Fielding (* 1945)

- Fielding, Mantle (1865–1941), US-amerikanischer Architekt, Designer und Kunsthistoriker
- Fielding, Marjorie (1890–1956), britische Bühnen- und Filmschauspielerin
- Fielding, Nigel (* 1950), britischer Soziologe und Kriminologe
- Fielding, Noel (* 1973), englischer Comedian, Schauspieler und Künstler
- Fielding, Owen (* 2006), kanadischer Schauspieler
- Fielding, Reginald (1909–1983), kanadischer Radrennfahrer
- Fielding, Rocky (* 1987), britischer Boxer im Supermittelgewicht
- Fielding, Roy (* 1965), US-amerikanischer Informatiker, Hauptautor der HTTP-Spezifikation
- Fielding, Sarah (1710–1768), englische Schriftstellerin, Übersetzerin und Literaturkritikerin
- Fielding, Shawne (* 1969), US-amerikanisches ModelShawne Fielding (* 1969)

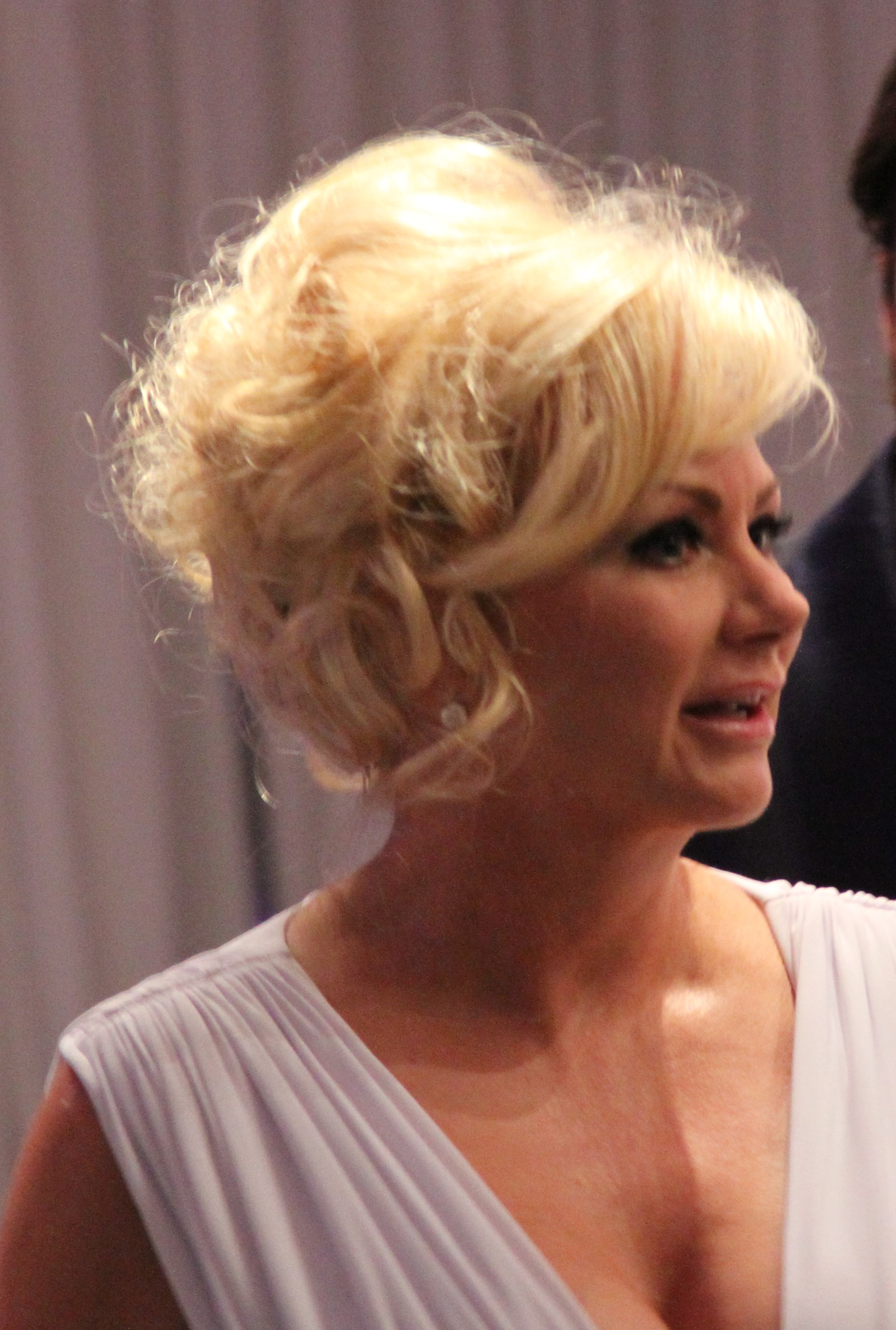
Shawne Fielding (* 1969)

- Fielding, Una Lucy (1888–1969), australische Neuroanatomin
- Fielding, William Stevens (1848–1929), Politiker der Liberalen Partei Kanadas
- Fielding, Xan (1918–1991), britischer Schriftsteller und Special Operations Executive-Agent
- Fieldman, Henry (* 1988), britischer Ruderer
- Fieldorf, August Emil (1895–1953), polnischer Offizier, Befehlshaber der Polnischen Heimatarmee (Armia Krajowa)
- Fields, A. Roland (1900–1950), US-amerikanischer Szenenbildner
- Fields, Alf (1918–2011), englischer Fußballspieler
- Fields, Annie Adams (1834–1915), US-amerikanische Schriftstellerin
- Fields, Armond (1930–2008), US-amerikanischer Maler, Grafiker und Biograf
- Fields, Arthur (1888–1953), US-amerikanischer Jazz-Sänger
- Fields, Benn (* 1954), US-amerikanischer Hochspringer
- Fields, Cleo (* 1962), US-amerikanischer Politiker
- Fields, Connor (* 1992), US-amerikanischer BMX-Fahrer
- Fields, Danny (* 1941), US-amerikanischer Musikmanager
- Fields, Dorothy (1905–1974), US-amerikanische Liedtexterin, Dramatikerin und Drehbuchautorin
- Fields, Ernie (1904–1997), amerikanischer Jazzposaunist und Bandleader
- Fields, Ernie junior (1934–2024), US-amerikanischer Musiker (Saxophon, Dudelsack, Komposition)
- Fields, Eugene, US-amerikanischer Jazzgitarrist
- Fields, Frank (1914–2005), amerikanischer R&B- und Jazzmusiker
- Fields, Freddie (1923–2007), US-amerikanischer Hollywoodagent und Filmproduzent
- Fields, Gary (* 1946), amerikanischer Volkswirtschaftler
- Fields, Geechie (* 1904), US-amerikanischer Jazzposaunist
- Fields, Gracie (1898–1979), britische Sängerin und Schauspielerin
- Fields, Gregory (* 1989), US-amerikanischer Computerspieler
- Fields, Henry (1938–2024), französischer Basketballspieler und -trainer
- Fields, Herbert (1897–1958), US-amerikanischer Dramatiker und Drehbuchautor
- Fields, Herbie (1919–1958), US-amerikanischer Jazz-Saxophonist und Klarinettist
- Fields, Irving (1915–2016), US-amerikanischer Pop- und Jazzmusiker (Piano, Komposition, Arrangement)
- Fields, Jack (* 1952), US-amerikanischer Politiker
- Fields, Jackie (1908–1987), US-amerikanischer Boxer
- Fields, James Henry (1948–1984), US-amerikanischer Pianist
- Fields, James L. († 1977), US-amerikanischer Toningenieur
- Fields, Jamia (* 1993), US-amerikanische Fußballspielerin
- Fields, John, US-amerikanischer Musikproduzent, Musiker und Songwriter
- Fields, John Charles (1863–1932), kanadischer Mathematiker
- Fields, Joseph (1895–1966), US-amerikanischer Dramatiker und Drehbuchautor
- Fields, Justin (* 1999), US-amerikanischer American-Football-SpielerJustin Fields (* 1999)

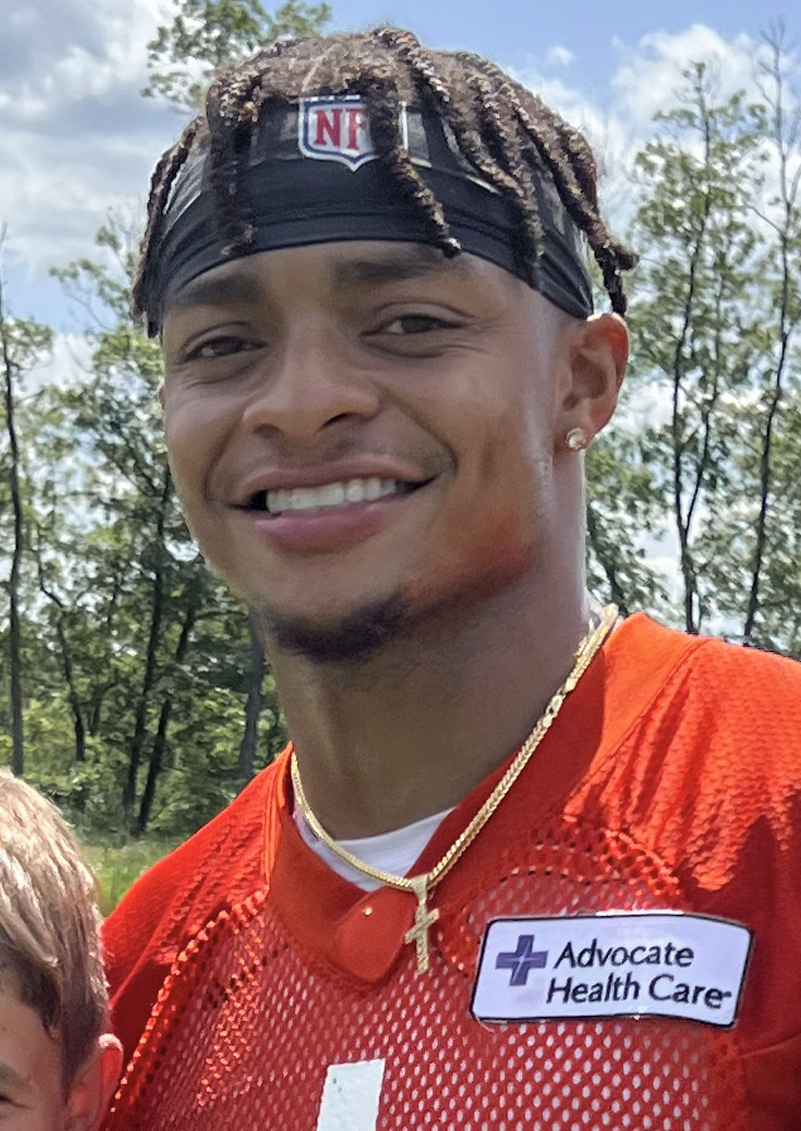
Justin Fields (* 1999)

- Fields, Kansas (1915–1995), US-amerikanischer Jazz-Schlagzeuger
- Fields, Kathy (* 1947), US-amerikanische Fotografin und Schauspielerin
- Fields, Kayla, US-amerikanische Schauspielerin
- Fields, Landry (* 1988), US-amerikanischer Basketballspieler
- Fields, Lawrence (* 1983), US-amerikanischer Jazzmusiker
- Fields, Mark (* 1961), US-amerikanischer Manager
- Fields, Marneen (* 1955), US-amerikanische Schauspielerin und Stuntfrau
- Fields, Mary (1832–1914), US-amerikanische Postkutschen-Zustellerin
- Fields, Paul (1943–2020), österreichischer Komponist, Arrangeur und Jazzmusiker
- Fields, Scott (* 1956), US-amerikanischer Jazzmusiker
- Fields, Scott (* 1967), US-amerikanischer Basketballtrainer
- Fields, Shep (1910–1981), US-amerikanischer Jazzmusiker und Bigband-Leader
- Fields, Stanley (1883–1941), US-amerikanischer Schauspieler
- Fields, Terry (1937–2008), britischer Politiker (Labour Party), Mitglied des House of Commons
- Fields, Verna (1918–1982), US-amerikanische Filmeditorin
- Fields, W. C. (1880–1946), US-amerikanischer Schauspieler, Komiker, Drehbuchautor und JongleurW. C. Fields (1880–1946)

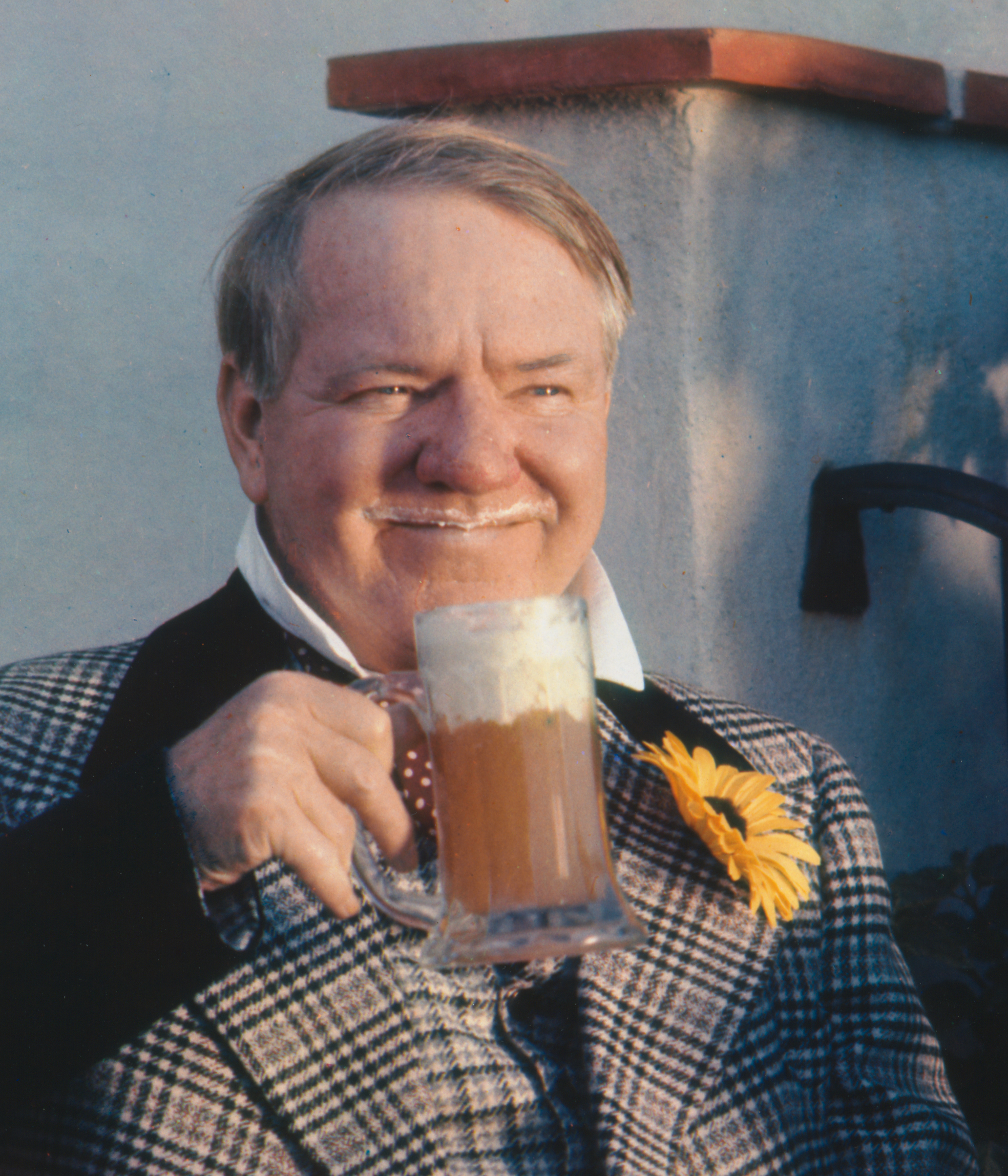
W. C. Fields (1880–1946)

- Fields, William (1929–1992), US-amerikanischer Ruderer
- Fields, William C. (1804–1882), US-amerikanischer Jurist und Politiker
- Fields, William J. (1874–1954), US-amerikanischer Politiker
- Fielers, Claudia (1946–1975), deutsche Schauspielerin
- Fielgraf, Carl (1804–1865), deutscher Porträtmaler, Genremaler und Historienmaler der Düsseldorfer Schule
- Fielhauer, Helmut (1937–1987), österreichischer Volkskundler
- Fielhauer, Otto (1929–1994), österreichischer Journalist und Autor
- Fielitz, Alexander von (1860–1930), deutscher Komponist
- Fielitz, Carl Heinrich Oscar (1824–1859), deutscher Chemiker und Fotograf
- Fielitz, Friedrich Gottlieb Heinrich der Ältere (1749–1820), deutscher Mediziner
- Fielitz, Friedrich Gottlieb Heinrich der Jüngere (1774–1813), deutscher Mediziner
- Fielitz, Heinrich August (* 1797), deutscher Mediziner
- Fielitz, Josef von (1885–1963), deutscher Theater- und Filmschauspieler und Regisseur
- Fielitz, Karl Heinrich (1903–1982), preußischer Verwaltungsbeamter und Landrat
- Fielitz, Otto (1844–1922), deutscher Architekt und kommunaler Baubeamter
- Fielitz, Sonja (* 1962), deutsche Anglistin und Professorin an der Philipps-Universität Marburg
- Fiella, Karl (1929–1999), österreichisch-deutscher Tastaturschreiblehrer
- Fielmann, Günther (1939–2024), deutscher Unternehmer, Vorstandsvorsitzender und Mehrheitsaktionär der Fielmann AGGünther Fielmann (1939–2024)

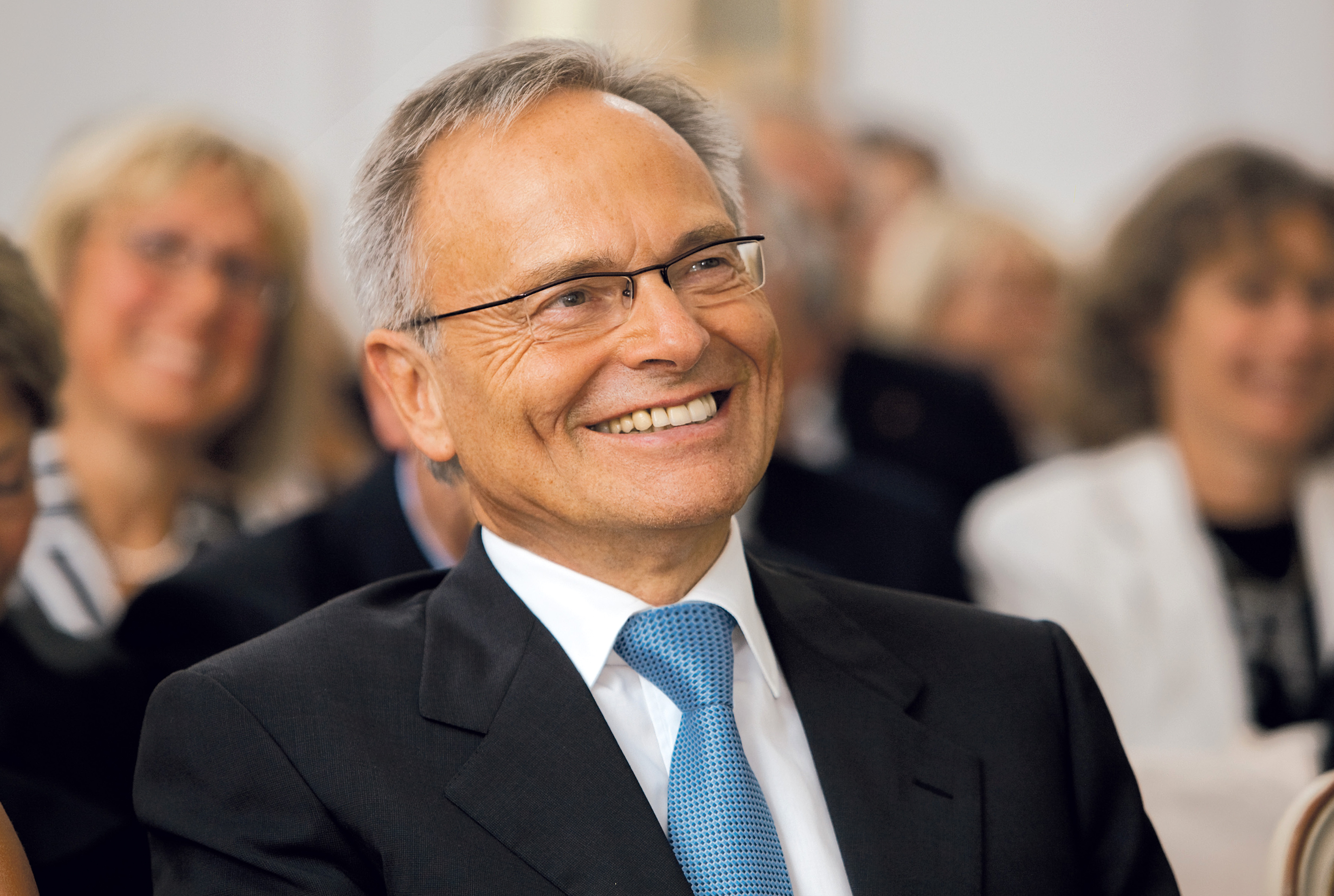
Günther Fielmann (1939–2024)

- Fielmann, Marc (* 1989), deutscher Unternehmer und Vorstandsvorsitzender der Fielmann AG
- Fielstette, Christof (* 1971), deutscher Lichtplaner

### Fiem
- Fiema, Zbigniew T. (* 1957), polnischer Klassischer Archäologe
- Fiems, Joseph, belgischer Turner

### Fien
- Fienhold, Wolfgang (1950–2011), deutscher Autor
- Fiening, Heinrich (1925–2018), deutscher Fußballspieler
- Fiennes Tiffin, Hero (* 1997), britischer Schauspieler
- Fiennes, Cecil Wingfield (1897–1972), britischer Autorennfahrer
- Fiennes, Celia (1662–1741), britische Reiseschriftstellerin
- Fiennes, Celia (1902–1998), britische Künstlerin
- Fiennes, James, 1. Baron Saye and Sele († 1450), englischer Adliger
- Fiennes, Jean de, Bürger von Calais, der sich während des Hundertjährigen Kriegs freiwillig als Geisel zur Verfügung stellte; Kunstmotiv
- Fiennes, Joseph (* 1970), britischer Schauspieler
- Fiennes, Magnus (* 1965), englischer Komponist, Songschreiber, Arrangeur und Musikproduzent
- Fiennes, Margaret de (1268–1334), anglo-französische Adlige
- Fiennes, Mark (1933–2004), britischer Fotograf
- Fiennes, Martha (* 1964), britische Schauspielerin und Produzentin
- Fiennes, Maurice (1907–1994), britischer Industrieller
- Fiennes, Nathaniel, 21. Baron Saye and Sele (1920–2024), britischer Peer, Politiker und Geschäftsmann
- Fiennes, Ralph (* 1962), britischer Schauspieler und FilmregisseurRalph Fiennes (* 1962)

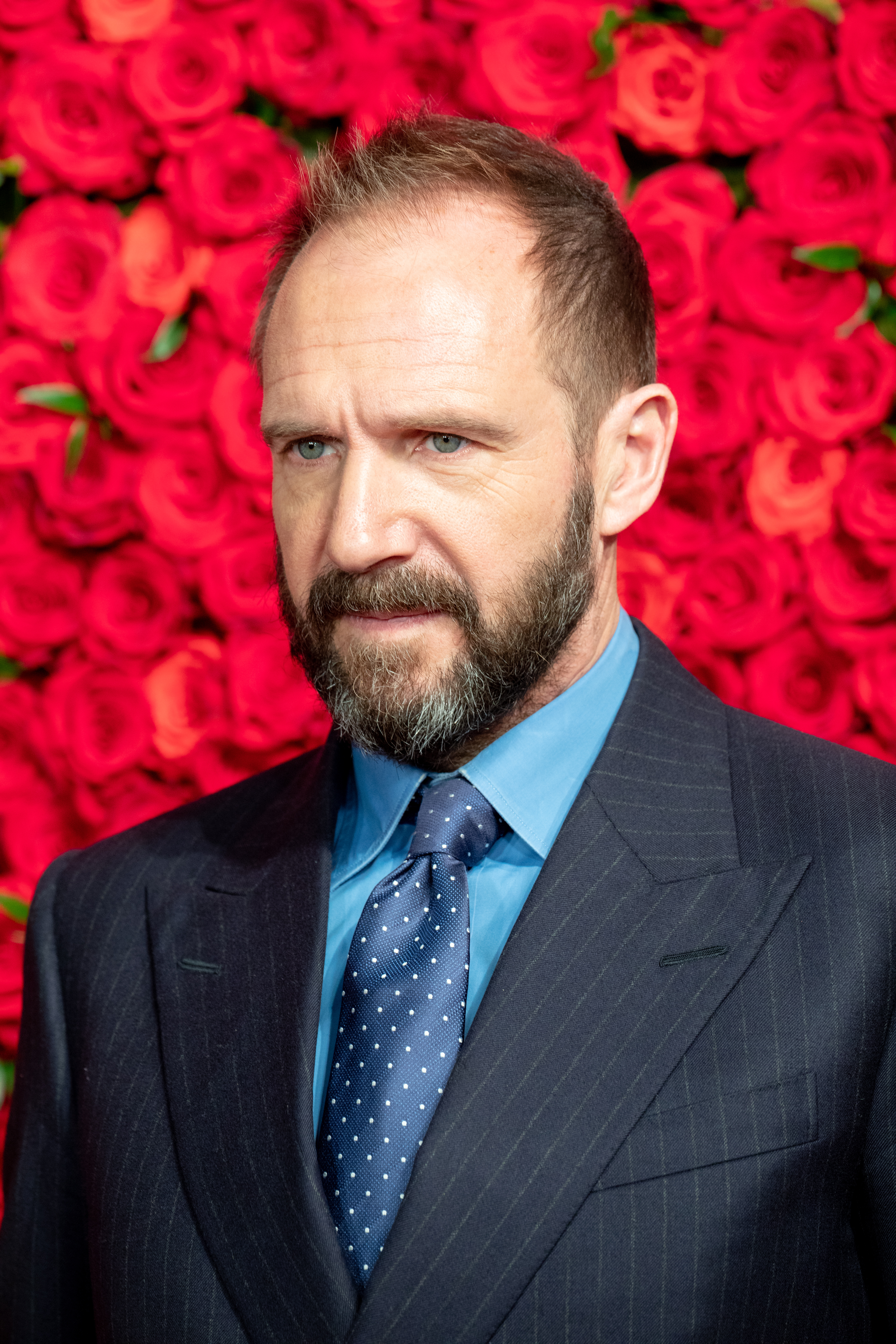
Ralph Fiennes (* 1962)

- Fiennes, Ranulph (* 1944), britischer Forscher, Autor und Inhaber mehrerer Ausdauerrekorde
- Fiennes, Robert de († 1385), Connétable von Frankreich
- Fiennes, Sophie (* 1967), britische Dokumentarfilmerin und Filmproduzentin
- Fiennes, Thomas, 8. Baron Dacre († 1533), englischer Peer und Politiker
- Fiennes, Thomas, 9. Baron Dacre (1517–1541), englischer Peer
- Fiennes, William (* 1970), britischer Literaturkritiker und Schriftsteller
- Fiennes, William, 1. Viscount Saye and Sele (1582–1662), englischer Adliger und Politiker
- Fiennes, William, 2. Baron Saye and Sele (1428–1471), englischer Adeliger
- Fiennes-Clinton, Edward, 18. Earl of Lincoln (1913–2001), australischer Ingenieur und englischer Peer
- Fiennes-Clinton, Robert, 19. Earl of Lincoln (* 1972), englischer Peer
- Fienold, Frank (* 1925), deutscher Lokführer und Mitglied der Volkskammer der DDR
- Fient, Georg (1845–1915), Schweizer Lehrer, Beamter, Zeitungsredaktor und Schriftsteller

### Fier
- Fier, Alexandr (* 1988), brasilianischer Schachgroßmeister
- Fier, Anton (1956–2022), US-amerikanischer Schlagzeuger, Musikproduzent und Bandleader
- Fier, Ernst Heinrich Wilhelm (1792–1884), deutscher Gutsbesitzer und Politiker (Zentrum), MdR
- Fieramosca, Ettore (1476–1515), italienischer Condottiere
- Fierberg, Steven (* 1954), US-amerikanischer Kameramann
- Fierce, englischer Drum-and-Bass-Produzent
- Fiereder, Viktoria (* 1912), Ordensfrau und Provinzialoberin
- Fierek, Wolfgang (* 1950), deutscher Schauspieler und SchlagersängerWolfgang Fierek (* 1950)

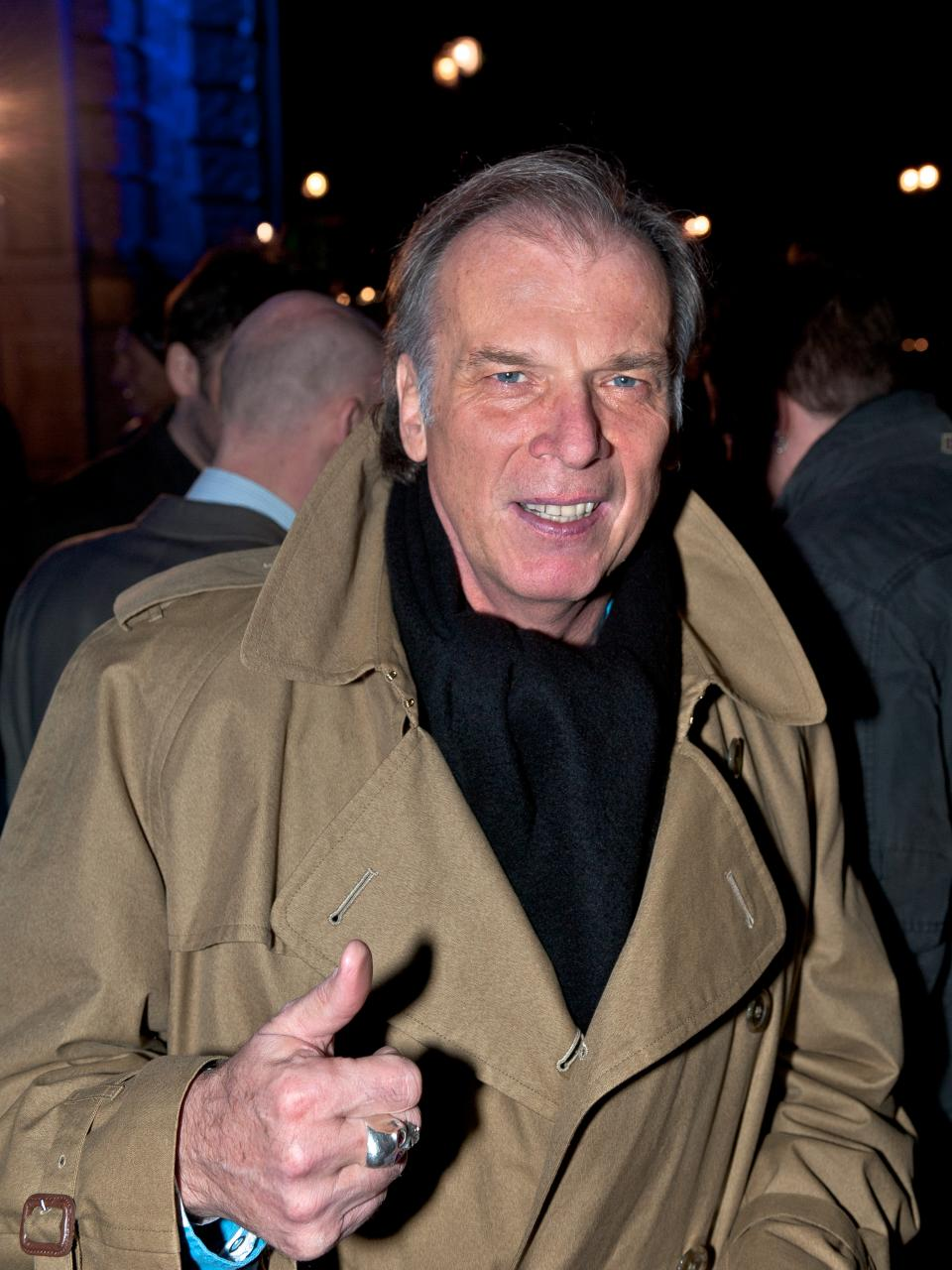
Wolfgang Fierek (* 1950)

- Fierens, Louis (1875–1967), belgischer Bogenschütze
- Fierens-Gevaert, Hippolyte (1870–1926), belgischer Opernsänger, Hochschullehrer, Kunstkritiker, Schriftsteller und Chefkurator
- Fiering, Ernst (1887–1945), deutscher kommunistischer Widerstandskämpfer gegen den Nationalsozialismus
- Fiering, Herbert (1912–2000), deutscher Politiker (LDP), MdV
- Fiering, Marie (1897–1945), deutsche kommunistische Widerstandskämpferin gegen den Nationalsozialismus
- Fierlant, Hughes de (* 1942), belgischer Rennfahrer
- Fierlinger, Paul (1936–2025), tschechoslowakisch-US-amerikanischer Animator, Drehbuchautor und Filmproduzent
- Fierlinger, Zdeněk (1891–1976), tschechischer Politiker und Ministerpräsident der TschechoslowakeiZdeněk Fierlinger (1891–1976)

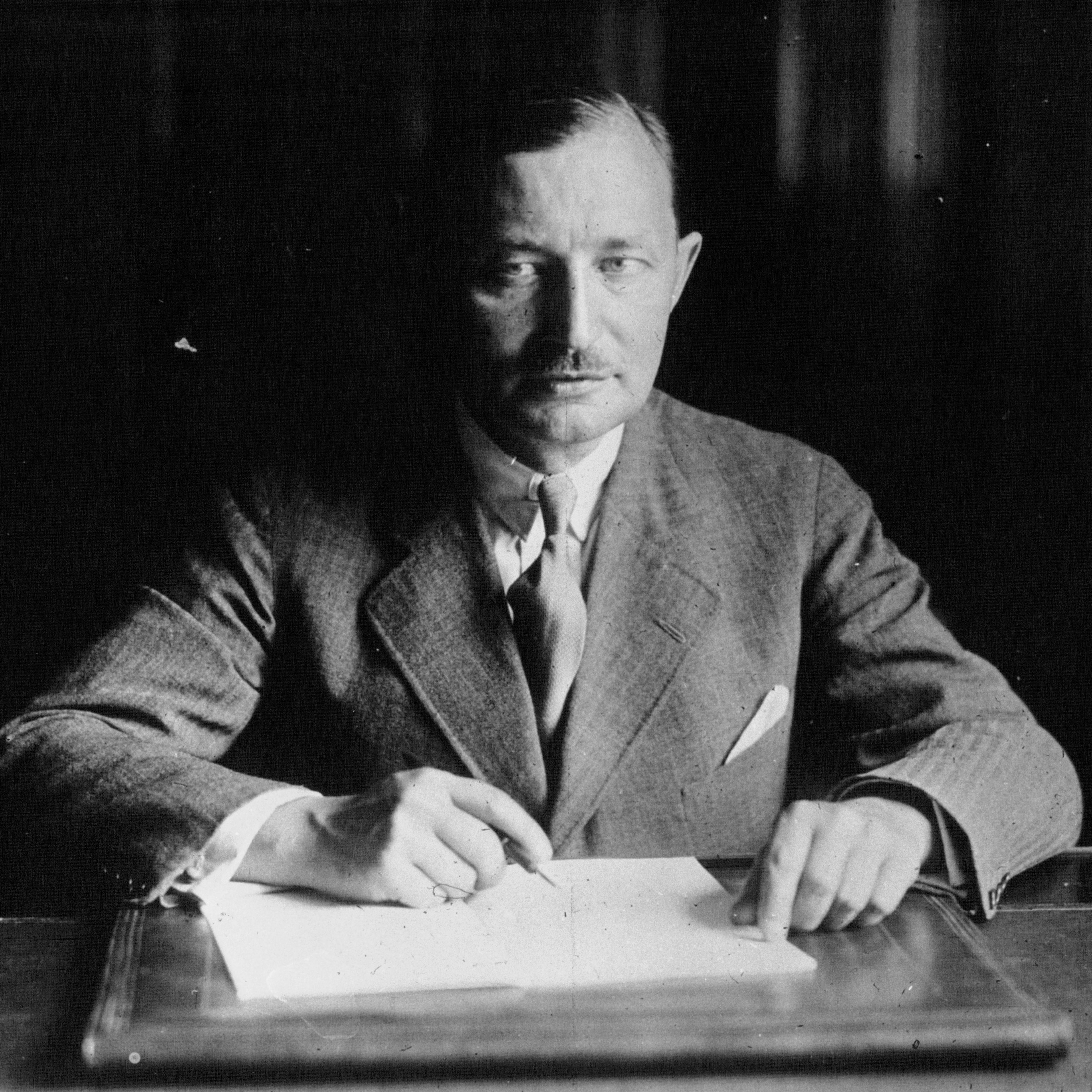
Zdeněk Fierlinger (1891–1976)

- Fiermann, Heinz, deutscher Zeichner, Grafiker, Buchgestalter und Exlibriskünstler
- Fiermonte, Enzo (1908–1993), italienischer Boxer und Schauspieler
- Fiernhammer, Johann (1586–1663), deutscher Geistlicher
- Fierro y Terán, Filemón (1859–1905), mexikanischer Geistlicher, Bischof von Ciudad Victoria-Tamaulipas
- Fierro, Carlos (* 1994), mexikanischer Fußballspieler
- Fierro, Enrique († 2016), uruguayischer Schriftsteller und Lyriker
- Fierro, Francisco Javier (1967–2020), mexikanischer Fußballspieler
- Fierro, Gonzalo (* 1983), chilenischer Fußballspieler
- Fierro, Lee (1929–2020), US-amerikanische Schauspielerin, Theaterregisseurin und Schauspiellehrerin
- Fierro, Nicolás, chilenischer Pokerspieler
- Fiers, Walter (1931–2019), belgischer Molekularbiologe
- Fierstein, Harvey (* 1954), US-amerikanischer SchauspielerHarvey Fierstein (* 1954)

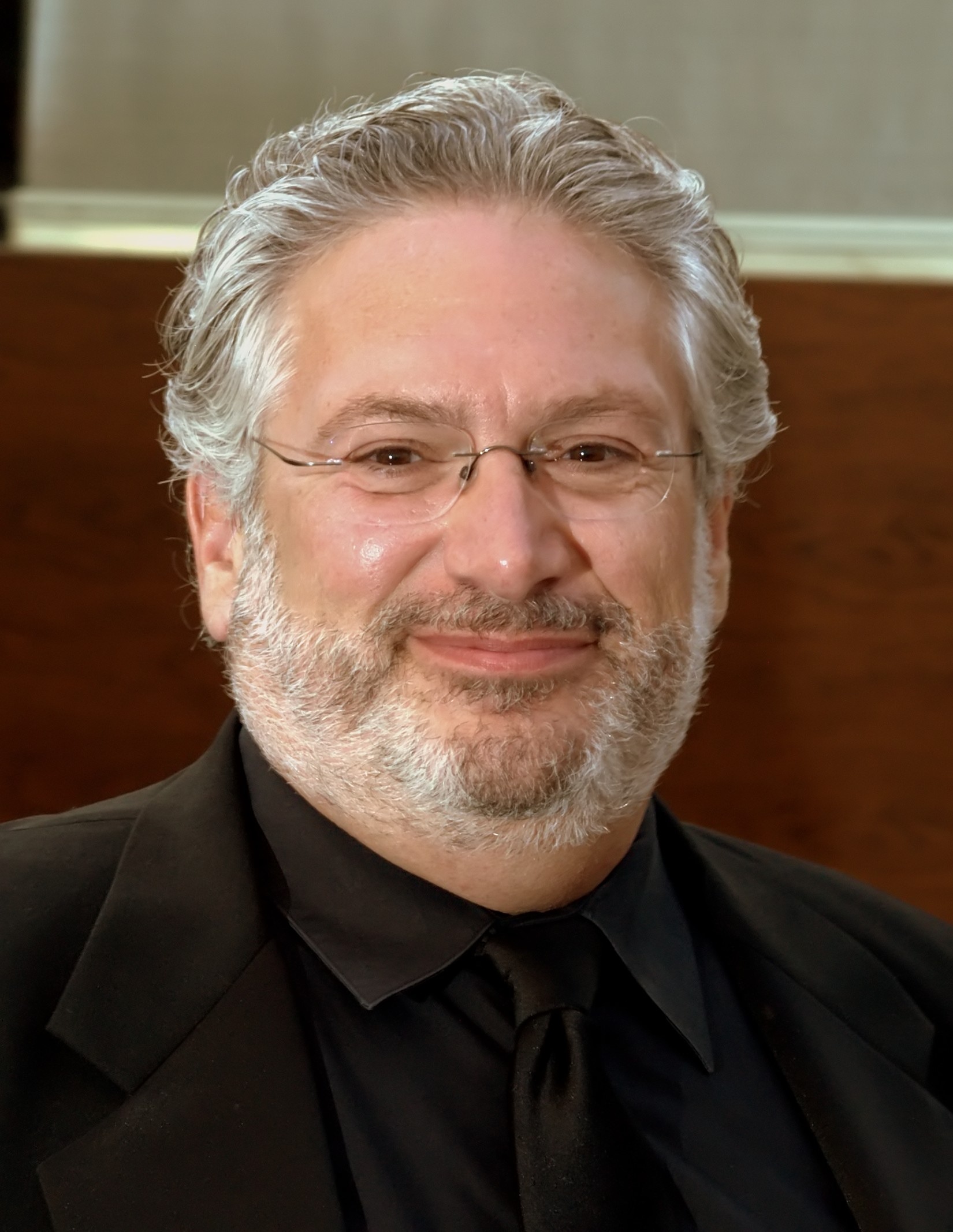
Harvey Fierstein (* 1954)

- Fiertmair, Joseph (1702–1738), deutscher Maler
- Fierville (1671–1777), französischer Schauspieler
- Fierz, Dorothée (* 1947), Schweizer Politikerin (FDP)
- Fierz, Hans Eduard (1882–1953), Schweizer Chemiker
- Fierz, Henri (1897–1972), Schweizer Flugzeugkonstrukteur und Unternehmer
- Fierz, Johann Heinrich (1813–1877), Schweizer Unternehmer und Politiker
- Fierz, Maria (1878–1956), Schweizer Fachfrau der Sozialarbeit
- Fierz, Markus (1912–2006), Schweizer Physiker
- Fierz, Olga (1900–1990), Schweizer Erzieherin und Übersetzerin

### Fies
- Fies, Andrea, deutsche Journalistin
- Fieschi, Adriano (1788–1858), italienischer Kardinal der Römischen Kirche
- Fieschi, Beatrice dei (1225–1283), italienische Adelige
- Fieschi, Giorgio († 1461), Kardinal der römisch-katholischen Kirche
- Fieschi, Giovanni († 1384), Kardinal der katholischen Kirche
- Fieschi, Giovanni Luigi de († 1547), genuesischer Politiker
- Fieschi, Jacques (* 1948), französischer Drehbuchautor
- Fieschi, Joseph (1790–1836), französischer AttentäterJoseph Fieschi (1790–1836)

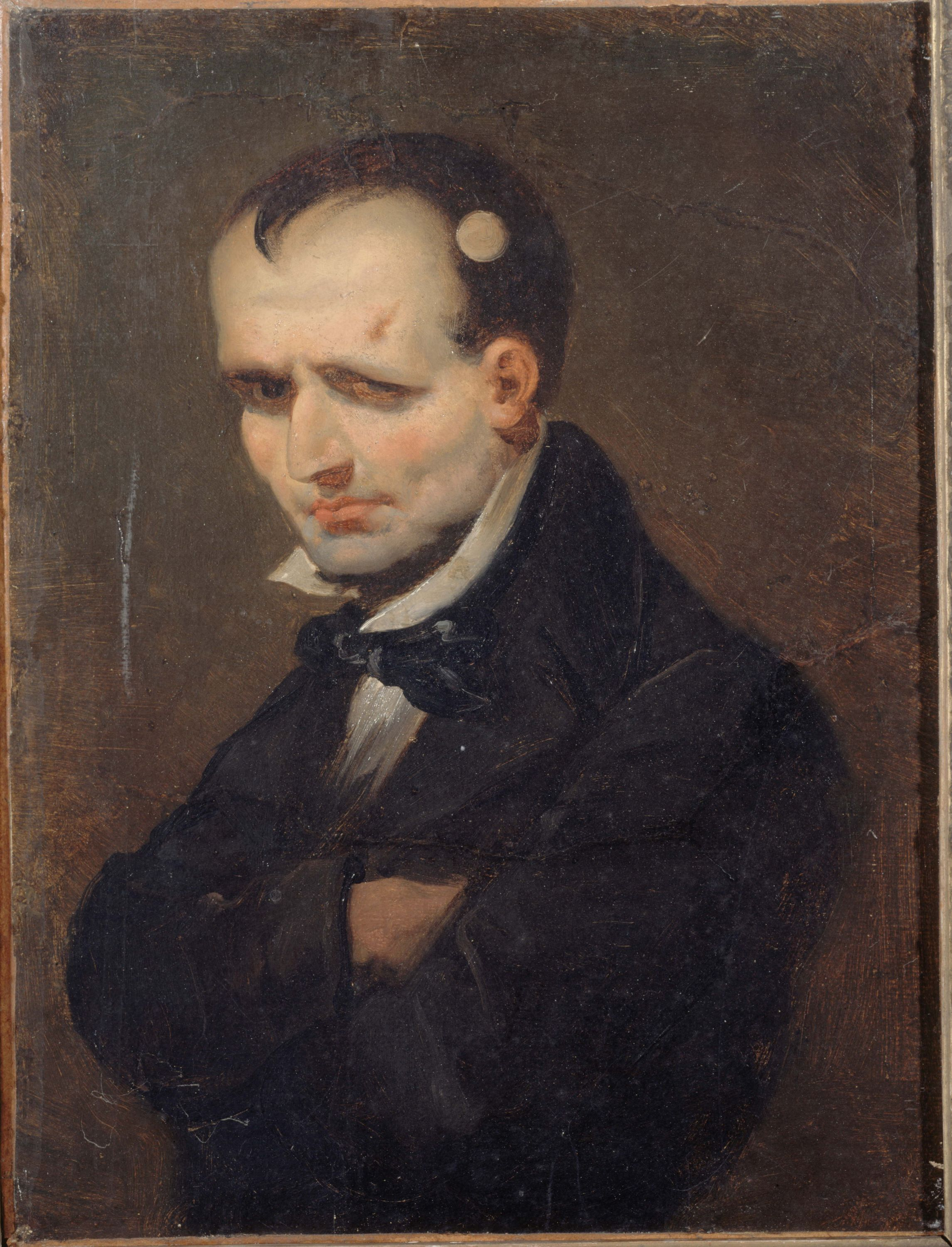
Joseph Fieschi (1790–1836)

- Fieschi, Lorenzo (1642–1726), römisch-katholischer Erzbischof von Genua und Kardinal
- Fieschi, Niccolò († 1524), italienischer römisch-katholischer Kardinal und Erzbischof von Ravenna
- Fiesco, Karl Philibert Ferrara († 1675), erster gemeinsamer Obervogt über die südlichen Ämter Württembergs
- Fiesel, Eva (1891–1937), deutsche Sprachwissenschaftlerin und Etruskulogin
- Fiesel, Ludolf (1888–1979), deutscher Archiv- und Museumsdirektor, Konservator und Historiker
- Fiesel, Thimo (* 1983), österreichischer Politiker (Grüne Österreich)
- Fieseler, Beate (* 1955), deutsche Osteuropahistorikerin
- Fieseler, Gerhard (1896–1987), deutscher Industrieller (Gerhard-Fieseler-Werke), Nationalsozialist, Flugzeugkonstrukteur, Kunstflieger und Jagdflieger
- Fieseler, Herbert (1924–2018), deutscher Architekt, nordrhein-westfälischer Baubeamter und Buchautor
- Fieseler, Peter (* 1977), deutscher Schauspieler
- Fiesenheiser, Elmer Irving (1906–1998), US-amerikanischer Bauingenieur
- Fiesenig, Wolfgang (* 1889), deutscher Landrat im Landkreis Kötzing
- Fieser, Emil (1835–1904), deutscher Jurist und Politiker (NLP), MdR
- Fieser, Louis Frederick (1899–1977), US-amerikanischer Chemiker
- Fieser, Mary (1909–1997), US-amerikanische Chemikerin
- Fieser, Melchior (1803–1880), deutscher Verwaltungsbeamter und Parlamentarier
- Fiesinger, William L. (1877–1953), US-amerikanischer Politiker
- Fieß, Christian (1910–2001), bessarabiendeutscher Lehrer
- Fiess, Martina (* 1964), deutsche Schriftstellerin
- Fießer, Jan (* 1987), deutscher Fußballspieler
- Fiessinger, Franz Gabriel (1752–1807), deutscher Kupferstecher und Zeichner

### Fiet
- Fietback (* 1980), deutscher DJ, Musikproduzent, Videokünstler, Veranstalter und Musiker
- Fietkau, Uwe (* 1954), deutscher Geiger
- Fietkau, Wolfgang (1935–2014), deutscher Schriftsteller und Verleger
- Fietta, Giuseppe (1883–1960), Kardinal der römisch-katholischen Kirche
- Fietz, Dieter (* 1942), deutscher Fußballspieler
- Fietz, Erhard (1934–2007), deutscher Lehrer, Musiker, Dirigent, Komponist und Sammler vogtländischer Melodien
- Fietz, Ernst (1890–1988), österreichischer Bauingenieur, Heimatforscher, Autor und Hochschullehrer
- Fietz, Franz (* 1941), deutscher Politiker (CDU)
- Fietz, Gerhard (1910–1997), deutscher Maler
- Fietz, Lothar (1933–2019), deutscher Anglist und Hochschullehrer
- Fietz, Martina (1959–2022), deutsche Journalistin
- Fietz, Michael (* 1967), deutscher Langstreckenläufer
- Fietz, Siegfried (* 1946), deutscher Liedtexter, Komponist und MusikproduzentSiegfried Fietz (* 1946)

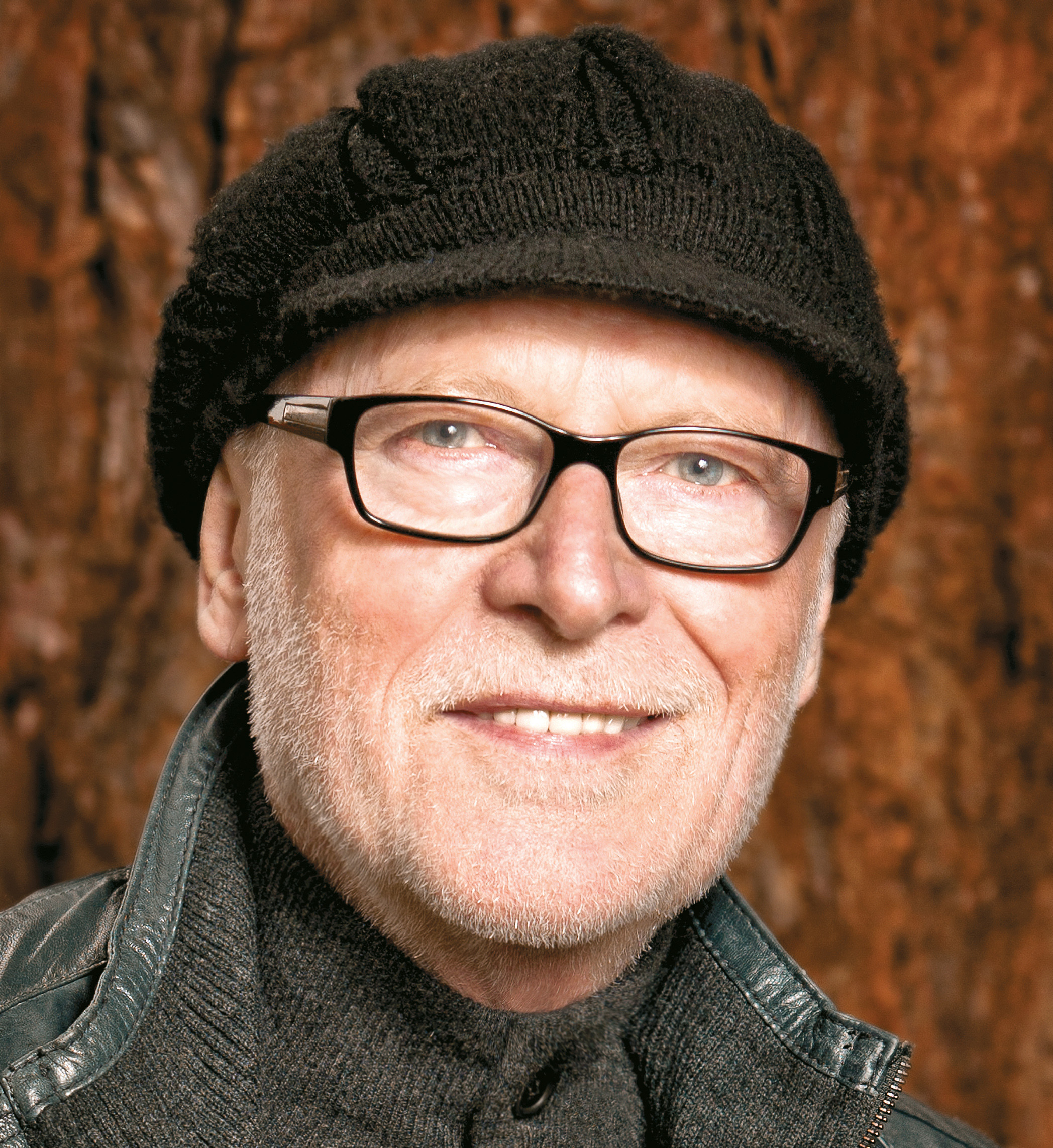
Siegfried Fietz (* 1946)

- Fietz, Wolfgang (* 1953), deutscher Boulderer
- Fietzek, Johann Alois (1790–1862), katholischer Geistlicher
- Fietzek, Petra (* 1955), deutsche Kinder- und Jugendbuchautorin

### Fiev
- Fiévée, Joseph (1767–1839), französischer Journalist, Schriftsteller und Abgeordneter
- Fiévez, Alexander (1902–1949), niederländischer Oberst und Politiker
- Fiévez, Léon (1855–1939), belgischer Soldat und Kolonialadministrator
- Fiévez, Maurice (1890–1945), belgischer römisch-katholischer Geistlicher und Märtyrer